# Bataille de Mossoul (2016-2017)
Pour les articles homonymes, voir Bataille de Mossoul.
Seconde guerre civile irakienne
La bataille de Mossoul a lieu du 17 octobre 2016 au 10 juillet 2017, lors de la seconde guerre civile irakienne, pour la reconquête de Mossoul, la seconde ville d'Irak. Elle oppose les forces gouvernementales irakiennes, les peshmergas du gouvernement régional du Kurdistan, les milices chiites des Hachd al-Chaabi, quelques milices sunnites et chrétiennes et les forces de la coalition, aux djihadistes de l'État islamique qui contrôlent la ville (en) depuis la bataille de juin 2014.
L'offensive est lancée le 17 octobre 2016 par le sud et par l'est, depuis des positions situées à une vingtaine ou une trentaine de kilomètres de Mossoul. Les premiers combats ont lieu dans les villages et les petites villes environnantes, notamment Bachiqa, Bartella, Bakhdida qui sont reconquises en octobre et novembre. L'armée irakienne prend pied à l'intérieur de Mossoul le 1er novembre. Les milices chiites des Hachd al-Chaabi attaquent pour leur part à l'ouest et achèvent l'encerclement de la ville le 22 novembre. Le 22 janvier 2017, tous les quartiers à l'est du fleuve Tigre sont reconquis. Les forces irakiennes s'attaquent à la partie ouest de la ville le 19 février 2017 et fin mai, les dernières forces djihadistes se retrouvent acculées dans la vieille ville. La « libération » complète de Mossoul est annoncée par le gouvernement irakien le 10 juillet 2017, mais des affrontements se poursuivent dans d'ultimes poches de résistances pendant au moins une dizaine de jours.

## Forces en présence

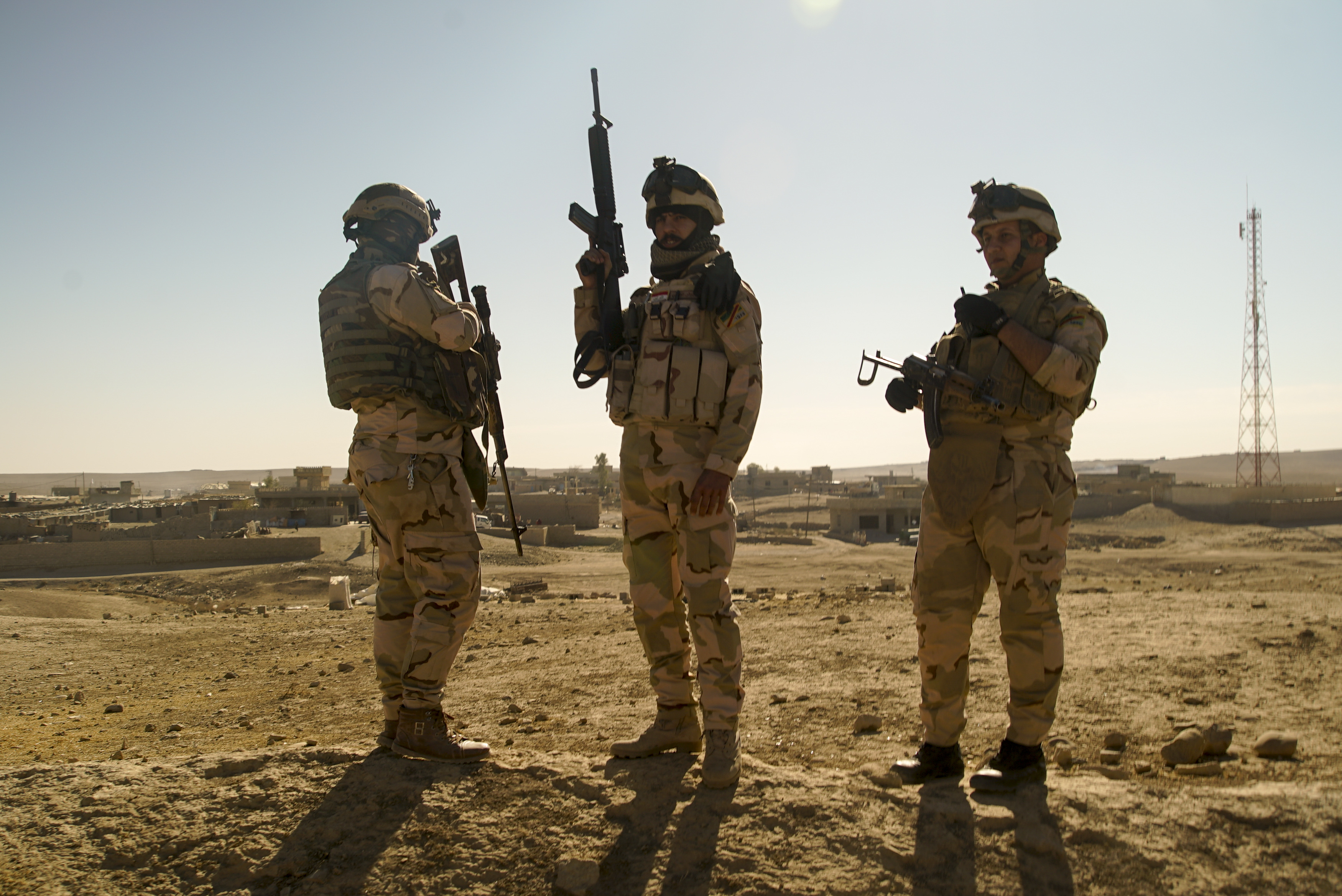
Des soldats de l'armée irakienne au sud de Mossoul, 23 novembre 2016.

Les forces anti-EI mobilisent environ 100 000 hommes autour de Mossoul,, face aux troupes de l'État islamique, estimées entre 3 000 et 12 000 hommes,. Selon l'armée américaine, 3 000 à 5 000 djihadistes sont présents à l'intérieur de la ville, dont environ 1 000 combattants étrangers gardés en réserve, et 1 000 à 2 000 autres sont déployés dans les campagnes environnantes. Selon le ministère français de la Défense, 250 Français sont présents à Mossoul dans les rangs de l'EI. Cependant dans la province de Ninive, la grande majorité des chefs et des soldats de l'État islamique sont des Irakiens originaires de la région où ils combattent,. Les combattants étrangers sont généralement parmi les plus motivés, prêts à combattre jusqu'à la mort, au contraire d'une partie des combattants locaux qui ne s'étaient rallié à l'EI que pour toucher un salaire. Le commandement est décentralisé, chaque quartier est géré par un émir. Pendant plusieurs mois les djihadistes ont préparé leur défense en dissimulant des mines et des IED, en perçant des tunnels et en creusant des tranchées remplies de carburant prêtes à être enflammées,,,. Beaucoup de snipers de l'EI sont déployés dans la ville. Au cours des combats urbains, les véhicules piégés kamikazes (VBIED) — parfois blindés — sont utilisés massivement par l'État islamique,. L'armée utilise alors des bulldozers en grand nombre, afin d'élever des talus de terre ou d'empiler des carcasses de véhicules en guise de remparts. À cette période, les djihadistes testent également des armes artisanales, comme des drones piégés ou des drones « bombardiers », utilisés pour larguer des bombes,,, que les forces irakiennes ne parviendront à neutraliser qu'au bout de plusieurs mois grâce à des brouilleurs ou des armes antidrones fournis par la coalition. Cependant dans les quartiers est l'EI utilise moins de mines et d'IED qu'il n'en avait employé à Ramadi et Falloujah,. De plus, les forces de l'EI ne sont pas totalement encerclées et conservent des accès de ravitaillement par le sud-ouest,.

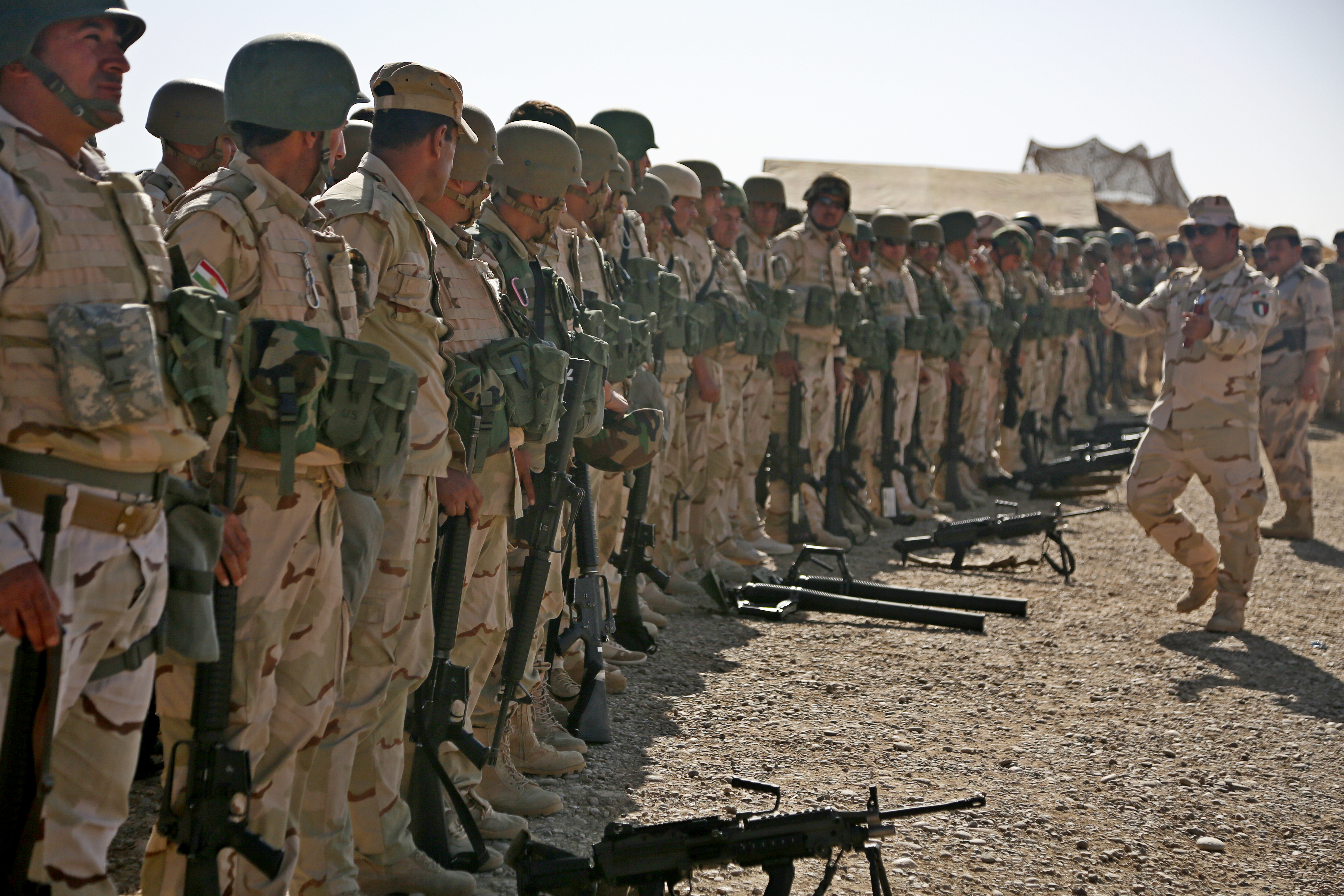
Instructeur italien avec des Peshmergas près d'Erbil, le 10 octobre 2016.

L'armée irakienne, la police irakienne, les peshmergas du gouvernement régional du Kurdistan, les milices chiites des Hachd al-Chaabi et des milices sunnites participent à la bataille,. Les forces anti-EI prennent position à l'est et au sud de Mossoul. À la pointe de l'offensive figurent les unités d'élite du contre-terrorisme ; l'« Iraqi Special Operations Force » (ISOF), branche de l'« Iraqi Counter Terrorism Force » (ICTF). Ces forces spéciales, surnommées la « division d'or », engagent dans la bataille 2 000 à 2 600 hommes, divisés en trois brigade et 13 bataillons, qui prennent position le 13 octobre à Tel Aswad, à l'est de Mossoul, aux côtés des Kurdes,,,,,,. À Khazir, à 20 kilomètres de l'est de la ville, les peshmergas engagent les 70e et 80e brigades, qui sont soutenues par la division d'or et un bataillon de la 16e division d'infanterie. L'armée irakienne engage quatre divisions,. À Gwer, à 30 kilomètres au sud-est, l'armée irakienne déploie la 9e division blindée, commandée par le général Qassem Jassem Nazal et forte de 8 000 hommes avec des chars M1 Abrams et T-72,,,. Enfin à Qayyarah, à 60 kilomètres au sud, sont positionnés deux bataillons de la 15e division d’infanterie, un détachement de la division d'or, un bataillon blindé de la 9e division, des unités de la 16e division et des forces de la police fédérale. La 9e division est presque exclusivement constituée de militaires chiites, en revanche la 15e division est mixte et comporte des chiites, des sunnites et des Kurdes. Initialement, les forces gouvernementales irakiennes engagent 30 000 hommes et les peshmergas 6 000,,. Au total environ 100 000 hommes, dont 40 000 soldats de l'armée irakienne et 40 000 peshmergas sont mobilisés dans les opérations autour de Mossoul. Cependant seulement 20 000 d'entre-eux seront engagés à l'intérieur de la ville. D'autres groupes kurdes participent aux combats, comme le PAK, venu d'Iran. Ces troupes sont également épaulées par les milices assyriennes des Unités de protection de la plaine de Ninive (NPU), des Forces de la plaine de Ninive (en) (NPF) et de Dwekh Nawsha. Les forces irakiennes disposent également de l'aide de quatre réseaux de résistance présents à l'intérieur de la ville et chargés d'effectuer des missions de renseignement et des assassinats ciblés : la Saraya Rimah — un groupe de 200 hommes commandés par Omar Fadil al-Alaf et intégrés à la milice Al-Hafhd al-Ashaari al-Sonni — Al-Nujaba, Fasil Al-Nabi Younès et Ahrar Ninawa.

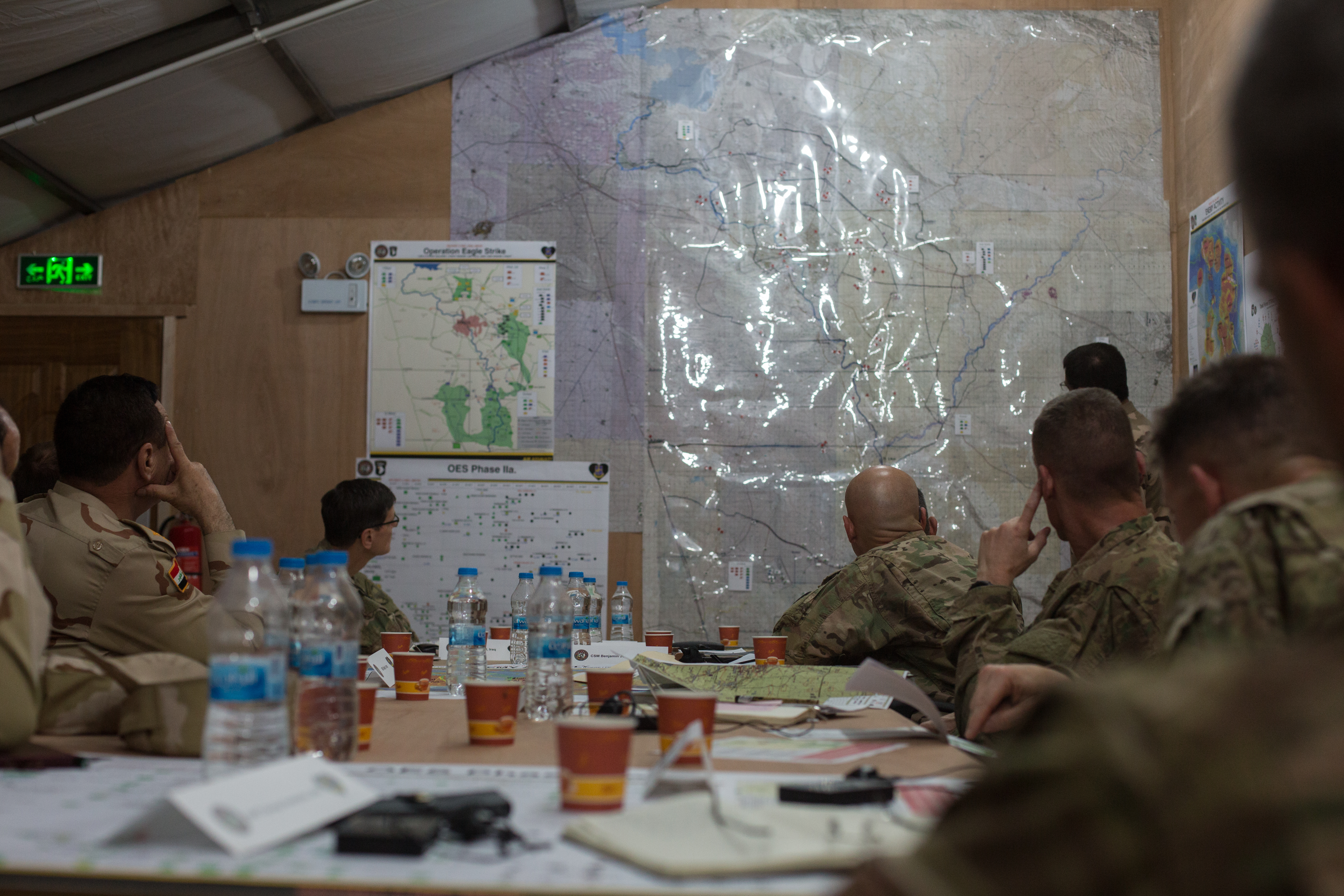
Réunion des états-majors irakien et américain à Qayyarah, le 24 octobre 2016.

Les officiers irakiens à la tête des opérations sont le major-général Najim Abdullah al-Jibouri, chef des opérations dans la province de Ninive,,, le lieutenant-général Abdelwahab al-Saadi (en), à la tête des unités d'élite du contre-terrorisme (ICTF) au sein des services du contre-terrorisme (CTS), chef adjoint des opérations à Mossoul,,, le lieutenant-général Abdelghani al-Assadi (en), également commandant dans les CTS et le général Farès Abbas, à la tête de la police fédérale irakienne, branche paramilitaire de la police irakienne,. Du côté des peshmergas, affiliés principalement au PDK et à l'UPK, se trouvent le général Aref Tayfour (en), chef de l'état-major, commandant du secteur militaire de Khazir, le général Didawan Khoshid Tofiq, commandant des forces sur le front de Khazir, le général Aziz Weysi, à la tête des zaravani, les unités d'élite des peshmergas, Sihad Barzani, le frère du président du Kurdistan irakien, commandant sur le front de Khazir et le général de brigade Sirwan Barzani (en), à la tête de la force « Panthère noire »,.
L'armée turque déploie également 1 500 à 2 000 hommes aux côtés des peshmergas et des milices sunnites, ainsi que des avions au côté de la coalition,. Depuis mai 2015, les Turcs entraînent dans le camp de Bachiqa, au nord-est de Mossoul, les Hachd al-Watani — aussi appelée la « Garde de Ninive » — un groupe arabe sunnite fort de 1 500 à 4 000 hommes commandés par Athil al-Noujaïfi, l'ancien gouverneur de Mossoul,,,. Cette milice est déployée au nord de Mossoul. Au total, 10 000 miliciens sunnites auraient été mobilisés pour les combats. Cependant l'intervention turque en Irak s'est faite avec l'accord du gouvernement régional du Kurdistan, mais contre l'avis de Bagdad, qui demande à plusieurs reprises à Ankara de retirer ses troupes. Mais Erdoğan refuse, il met en avant ses « droits historiques » sur Mossoul, ancienne ville de l'Empire ottoman, se pose en défenseur des sunnites et s'oppose à une participation dans la bataille des milices chiites et des groupes liés au PKK,,,,,. Le 22 octobre, le Premier ministre irakien Haïder al-Abadi déclare qu'il refuse la proposition faite par la Turquie de participer à la bataille.
Les milices des Hachd al-Chaabi, pour la plupart armées, financées et conseillées par l'Iran, prennent également position sur la ligne de front à Qayyarah, à 60 kilomètres au sud de Mossoul, avec notamment l'Organisation Badr,,, les Brigades de la paix,, Asaïb Ahl al-Haq,, les Kataeb Hezbollah, le Harakat Hezbollah al-Nujaba,,, les Brigades de l'imam Ali,, Saraya al-Khorasani, Saraya Ansar al-Aqeeda, le Liwa al-Tafuf, Saraya al-Djihad et le Liwa Ali al-Akbar. Leur commandant opérationnel dans la région est Abou Mountadhar Al-Hosseini, et elles sont épaulées par des conseillers militaires iraniens du Corps des Gardiens de la révolution islamique,. Le gouvernement irakien ne tient cependant pas à ce que ces forces, responsables d'exactions contre le sunnites, entrent dans Mossoul ; elles ont pour objectif de faire mouvement vers la ville de Tall Afar, située à l'ouest,.
En soutenant respectivement des milices sunnites et chiites, la Turquie et l'Iran s'affrontent indirectement pour imposer leur influence dans la région,.

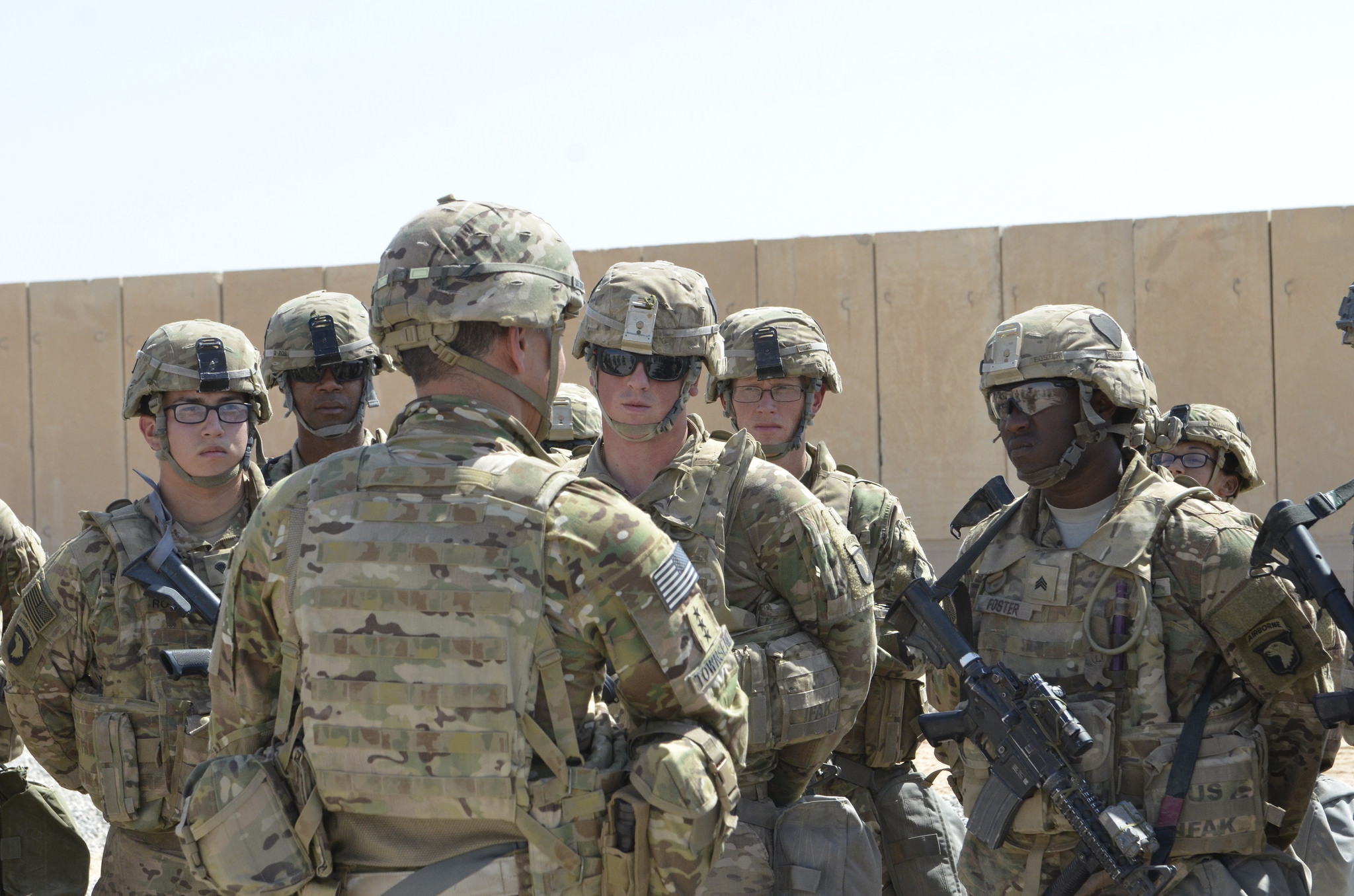
Le général Stephen J. Townsend et des soldats américains de la aéroportée à Qayyarah, le 22 septembre 2016.

Du côté de la coalition, 7 000 à 7 500 hommes sont déployés au sol dans le nord de l'Irak, dont 4 600 à 5 000 Américains,,, issus notamment de la 101e division aéroportée. La coalition établit son quartier-général dans la base de Qayyarah, vingt kilomètres à l'ouest de la ville,, sous le commandement du lieutenant-général Stephen J. Townsend. Un millier de soldats de la coalition occupent cette base, en plus de 5 000 hommes de la 15e division irakienne. Les États-Unis disposent de lance-roquettes M142 HIMARS et d'hélicoptères Apache,. L'armée française a quant à elle déployé en septembre cinq CAESAR et 150 à 180 soldats dans la base de Qayyarah,,,,,. Environ 500 conseillers militaires, pour la plupart Américains, épaulent également les forces irakiennes. Des forces spéciales, notamment américaines, françaises, canadiennes, allemandes et australiennes (en) participent également à la bataille. Mais l'essentiel des appuis feu de la coalition est fourni par ses forces aériennes qui engagent en permanence plusieurs dizaines d'avions au-dessus de Mossoul,.
Peuplée d'1,5 million d'habitants au moment de la bataille, contre 2 millions au début du conflit, Mossoul est la plus grande ville tenue par l'État islamique,,. Elle est considérée comme sa « capitale économique ». La cité a connu plusieurs soulèvements pendant ses deux années d'occupation (en), mais ils ont été à chaque fois réprimés par les djihadistes. Avant la bataille, par crainte des espions, les hommes de l'EI renforcent leur surveillance sur la population. Ils interdisent les téléphones portables et les paraboles,,,. Au cours des trois jours qui précèdent le début de l'offensive, 58 habitants découverts en possession de téléphones portables sont exécutés,. Mais les civils hésitent à quitter la ville, ils redoutent également des exactions de la part de l'armée irakienne, des peshmergas et surtout des milices chiites,,. Les djihadistes conservent aussi le soutien d'une partie de la population,. Selon le chercheur Pierre-Jean Luizard, de toutes les villes conquises par l'État islamique, Mossoul est celle où ses combattants ont été accueillis le plus favorablement par les habitants. Mais après trois années d'occupation djihadiste, bon nombre d'habitants qui avaient initialement bien accueillis l'État islamique se sont désormais détournés de lui à cause de ses exactions et de ses interdictions. Dans le semaines qui précèdent la bataille, les hommes de l'EI interdisent aux civils de quitter la ville et exécutent quelques intermédiaires pour avoir délivré de faux laissez-passer à des Moussouliotes, souvent contre de l'argent. Au cours de la bataille, les civils vont aussi être largement utilisés par les djihadistes comme boucliers humains,,.
Selon l'accord conclu entre les gouvernements irakien et kurde, seule l'armée irakienne pourra pénétrer dans Mossoul. Les Kurdes ne devront pas dépasser une bande de 6 kilomètres à hauteur de Bachiqa et Bartella. Les Hachd al-Chaabi, responsables d'exactions contre des civils sunnites, devront également rester en dehors des murs de la ville, la Turquie menaçant même de faire intervenir ses troupes contre les milices chiites si cet accord n'était pas respecté ou si des exactions étaient commises à Tall Afar,,,.
Enfin, l'Armée des hommes de la Naqshbandiyya affirme participer à la bataille, mais sans que ceci soit vérifié par des sources indépendantes.

## Déroulement

### Offensive dans les villages et encerclement de Mossoul et de Tall Afar, octobre et novembre 2016

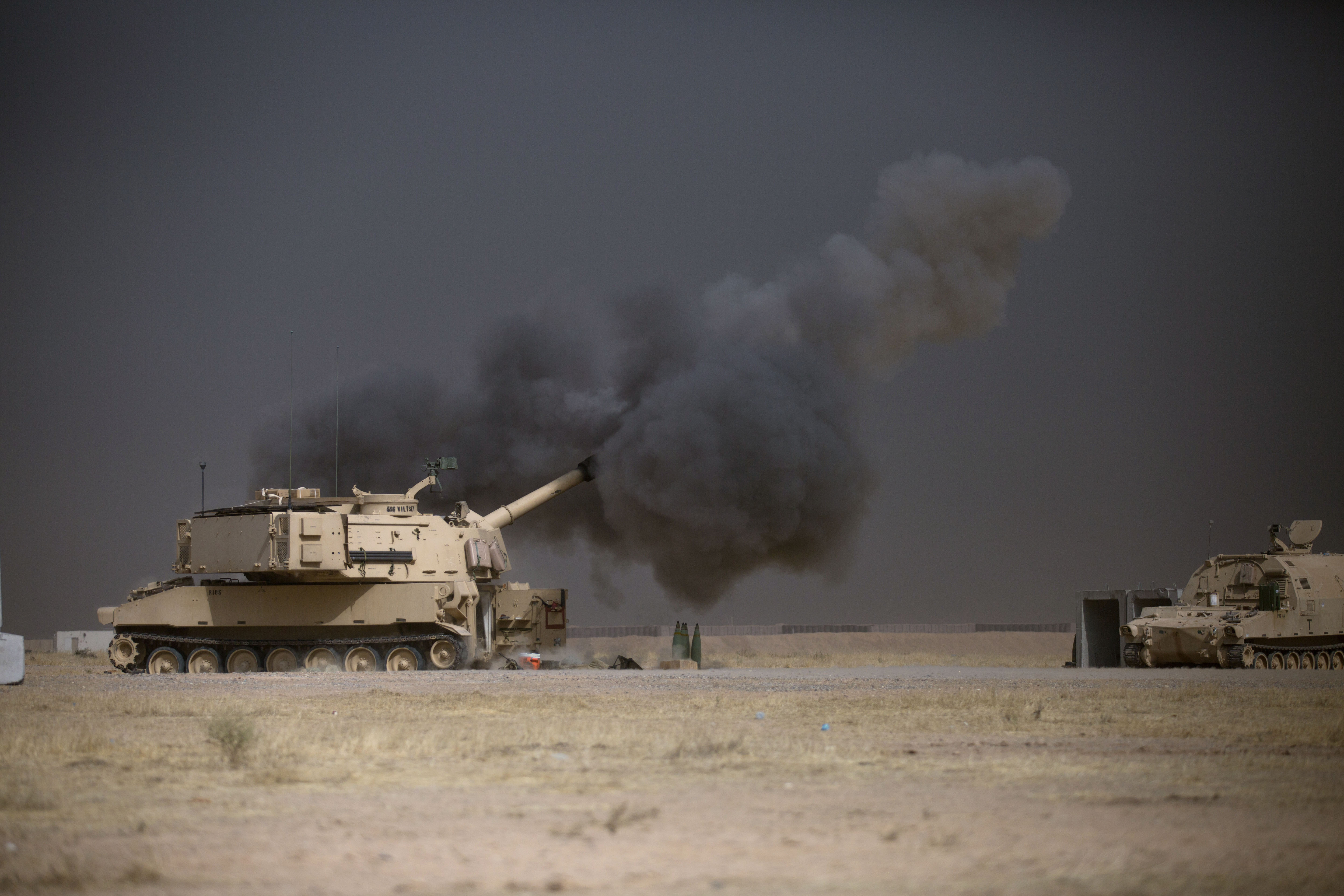
Un M109A6 Paladin de l'armée américaine ouvrant le feu à Qayyarah, le 17 octobre 2016.

La veille de l'offensive, l'armée irakienne largue des dizaines de milliers de tracts sur Mossoul pour donner des consignes de sécurité à la population. Le 17 octobre, à deux heures du matin, le Premier ministre irakien Haïder al-Abadi annonce à la télévision nationale le début de la bataille de Mossoul,.
L'offensive principale est lancée, vers 6 h du matin, sur deux axes ; à 30 kilomètres au sud-est de Mossoul la 9e division de l'armée irakienne attaque depuis Gwer avec 120 chars M1 Abrams et T-72, tandis qu'à 20 kilomètres à l'est 4 000 peshmergas divisés en trois colonnes avancent depuis Khazir, sur la route d'Erbil,,,,,,,,. À l'est, les Kurdes sont appuyés par les 2 000 hommes de la division d'or,. Face à l'offensive, les djihadistes utilisent leurs tactiques habituelles ; ils incendient les puits de pétrole pour se cacher des avions de la coalition, mènent des attaques kamikazes et dispersent des snipers.

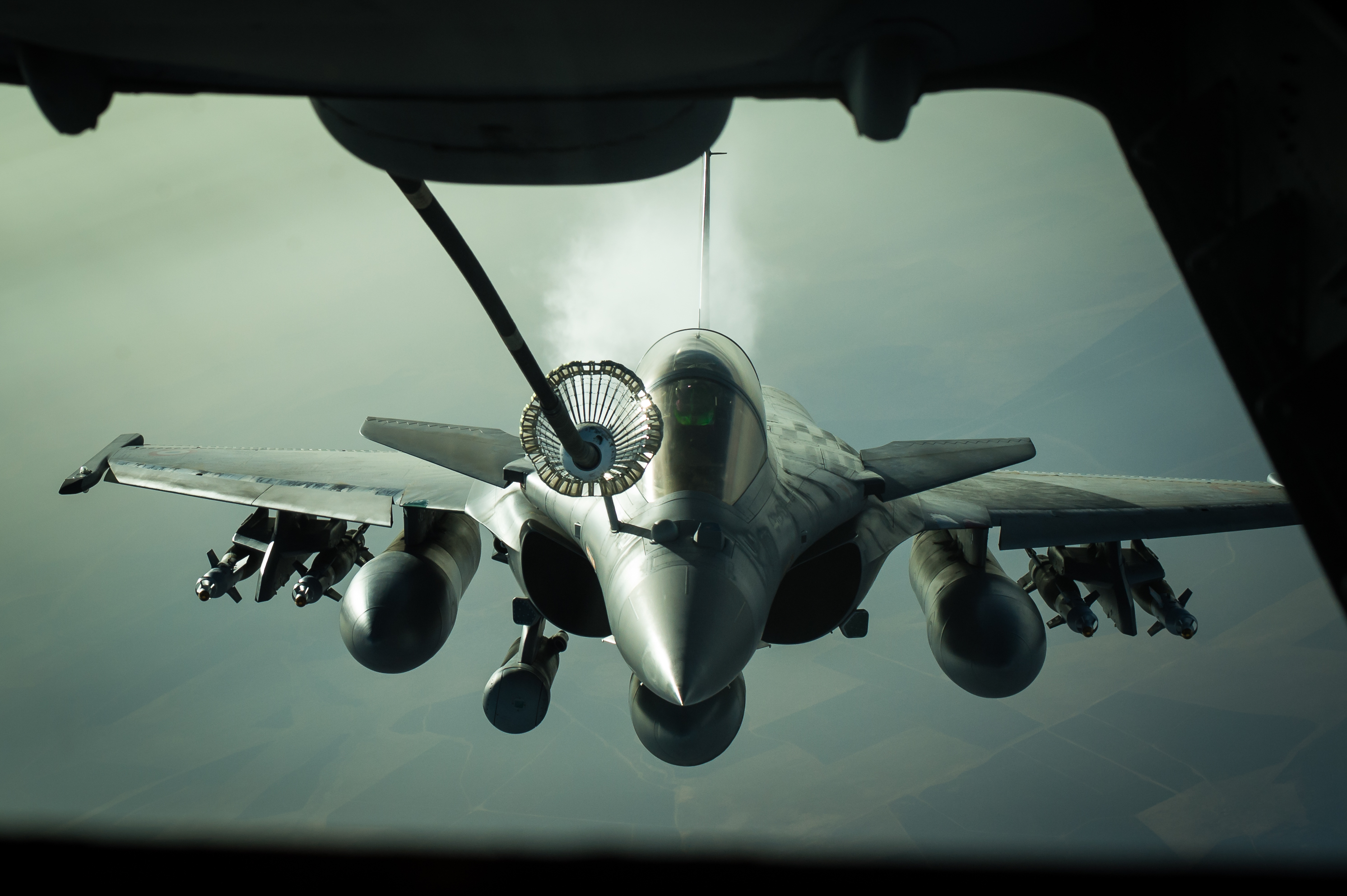
Ravitaillement d'un Rafale français, 25 octobre 2016.

Le premier jour, les Kurdes avancent sur 11 kilomètres, ils s'emparent de neuf villages sur une zone de 200 kilomètres carrés et atteignent la petite ville de Bartella,,,,. Les djihadistes, peu nombreux, ne peuvent opposer une forte résistance,. L'armée irakienne progresse également au sud-est en longeant le Tigre, elle avance en direction de la localité de Hamam al-Alil, située à une dizaine de kilomètres de Mossoul,. Des combats ont également lieu le même jour au nord près de Tall Kayf et à l'ouest à Qaryat al-Ashiq, sur la route de Tall Afar. La coalition mène de son côté 52 frappes aériennes, tandis que les djihadistes lancent au moins 12 attaques-suicides avec des véhicules piégés. Au total, une vingtaine de villages sont pris par les forces anti-EI dans les premières 24 heures.
Le matin du 18 octobre, à une dizaine de kilomètres au sud-est de Mossoul, dans le district de Hamdaniya, les forces spéciales irakiennes atteignent les abords de Qaraqosh, la plus grande ville chrétienne de la plaine de Ninive, désertée par ses habitants et défendue par 200 djihadistes,. Qaraqosh est encerclée par les militaires irakiens et les peshmergas, mais les combattants de l'EI résistent, ils envoient des voitures piégées et tiennent toujours la ville,.
Au sud, l'armée irakienne, la police fédérale irakienne et les Hachd al-Chaabi commencent également à avancer depuis la ville de Qayyarah,,. Le 19 octobre, elles atteignent Bajwaniyah, à 30 kilomètres au sud de Mossoul,. Elles se heurtent ensuite aux djihadistes à al-Houd. Au sud-ouest, les Irakiens font mouvement sur les petites villes de Hamam al-Alil et Al-Choura.

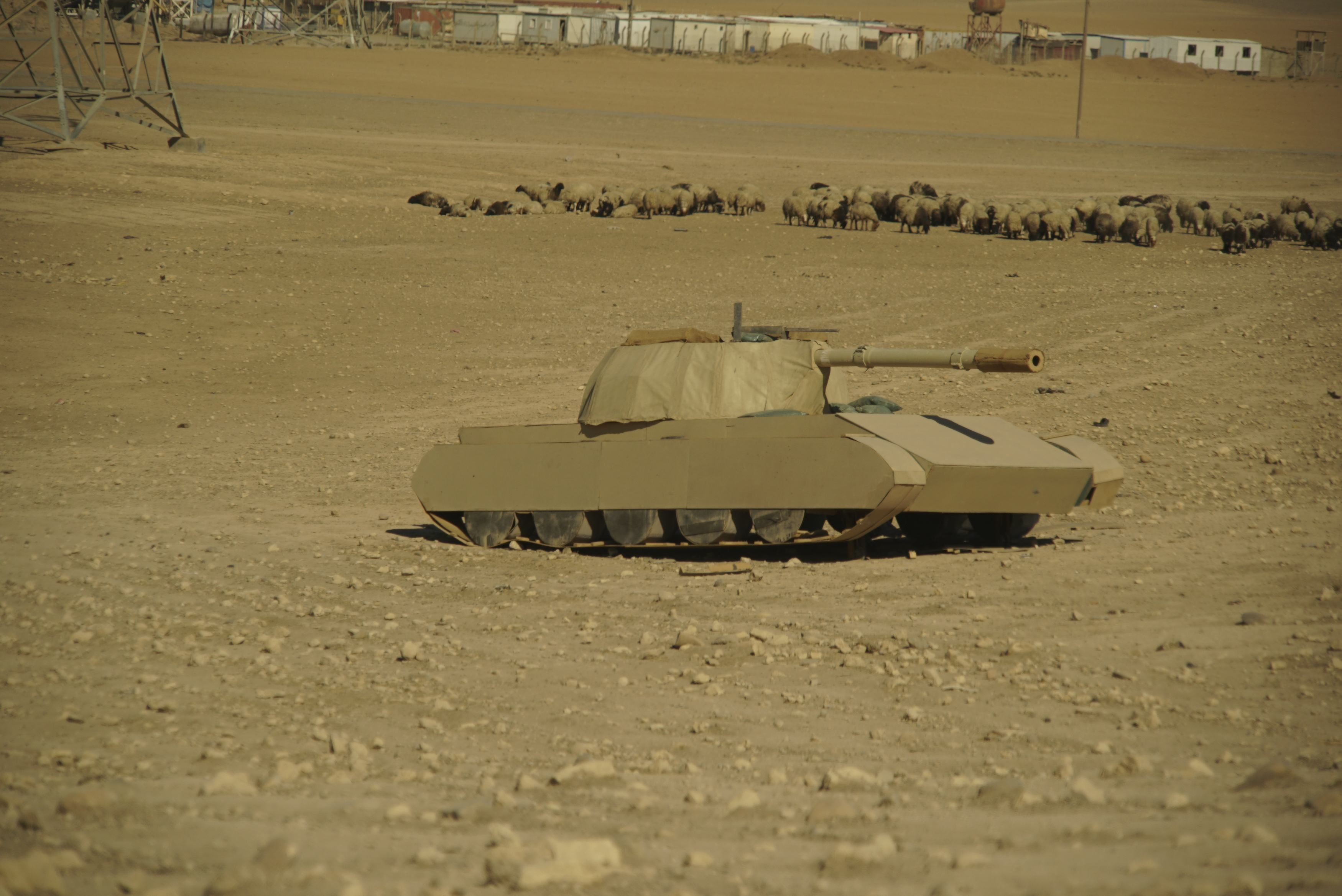
Char factice construit par l'État islamique, 23 novembre 2016.

Le 20 octobre, la progression des forces anti-EI est plus rapide que prévu selon le premier ministre irakien Haider al-Abadi. Au nord, les Kurdes ouvrent un nouveau front et avancent sur Batnaya et Tall Kayf. À 17 kilomètres au nord-est de Mossoul, les peshmergas du GRK et les Kurdes iraniens du PAK attaquent à l'aube la ville de Bachiqa et ses villages environnants,,,,,. Mais les djihadistes, à l'aide de véhicules suicides, repoussent deux assauts,, puis contre-attaquent le 21 octobre avec 17 voitures-suicides. La Turquie annonce alors fournir sur ce front un soutien d'artillerie aux peshmergas, mais le gouvernement irakien dément,. Les combats à Bachiqa et dans les villages alentour se poursuivent pendant des jours. À 15 kilomètres à l'est de Mossoul, la division d'or entre dans la ville chrétienne de Bartella le 20 octobre et la reprend le 22 malgré une forte résistance de l'EI,,,. Au sud-est, la 1re division, la 9e division blindée et 200 miliciens des NPU parviennent le 22 octobre à entrer dans Bakhdida et à atteindre le centre de la ville en fin de journée, mais des tireurs isolés de l'EI demeurent disséminés pendant plusieurs jours dans les quartiers nord et sud,,,,,,,,. Au sud de Mossoul, les hommes de l'EI incendient l'usine de soufre de Mashrag, dont les fumées toxiques ralentissent la progression de l'armée irakienne,. Les Américains distribuent alors 24 000 masques à gaz aux soldats irakiens et kurdes.
Du 17 au 23 octobre, la coalition a mené 32 raids avec 1 776 munitions et affirme avoir détruit 136 positions de l'EI, 18 tunnels et 26 véhicules piégés,. Selon Brett McGurk, envoyé spécial des États-Unis auprès de la coalition, il y a eu « plus de raids aériens de la coalition que pendant toute autre période de sept jours dans la guerre contre l'EI ». Pendant ce temps, du 17 au 22 octobre, les djihadistes ont mené au moins 48 attaques kamikazes avec des véhicules suicides blindés (S-VBIED).

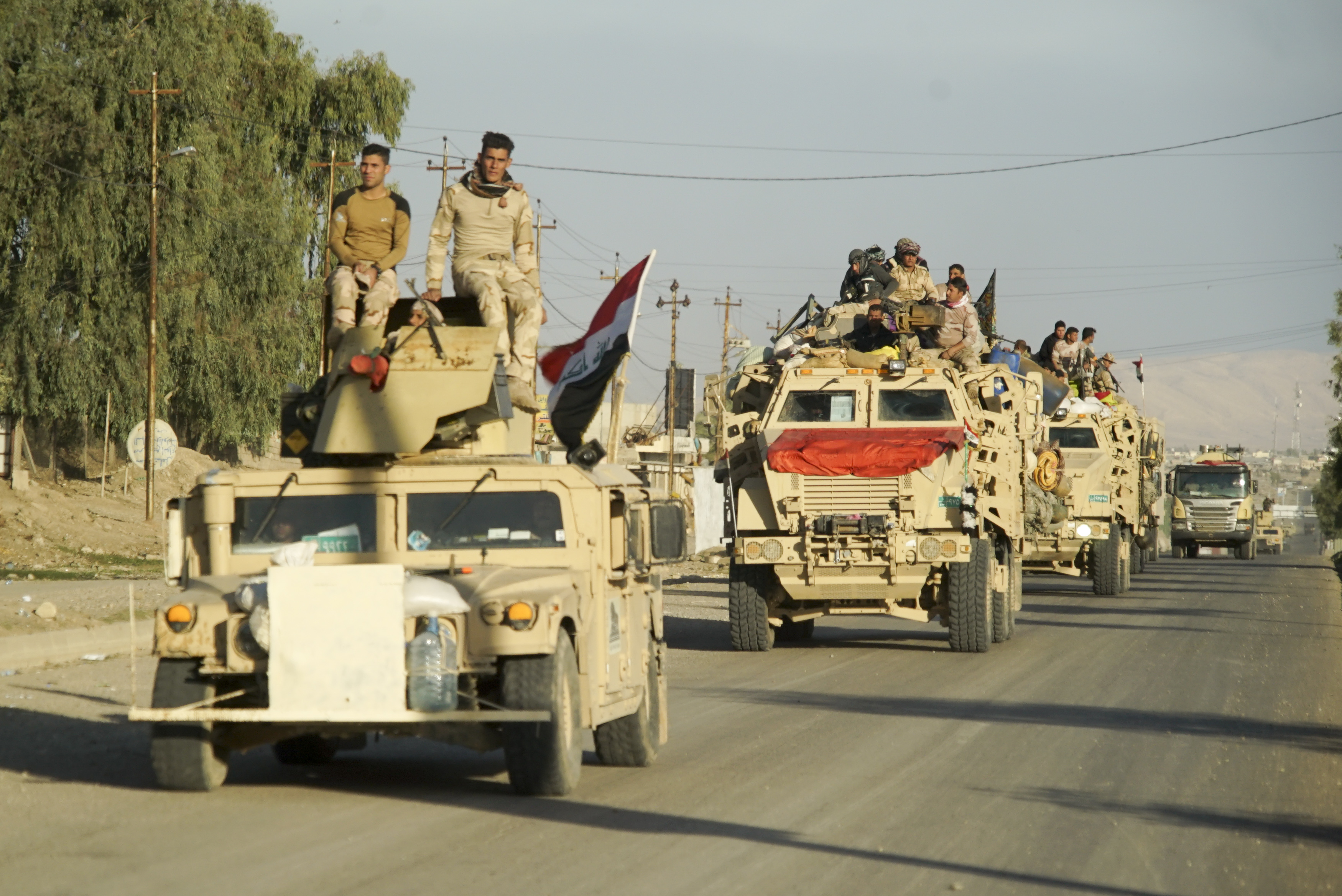
Un convoi de l'armée irakienne à Mossoul, 17 novembre 2016.

Le 24 octobre, quelques centaines de djihadistes en provenance de Syrie arrivent à Mossoul afin de renforcer les troupes de l'EI. Le même jour, au matin, les chars de la 9e division blindée attaquent et reprennent la petite ville chrétienne de Karamlech, située entre Bartella au nord et Qaraqosh au sud, où les djihadistes n'opposent qu'une courte résistance avant de battre en retraite. À l'est, les forces irakiennes et kurdes ne sont alors plus qu'à une dizaine de kilomètres de Mossoul, mais pendant plusieurs jours les soldats doivent inspecter les villages reconquis pour dénicher et neutraliser les bombes, les IED et les tunnels qui pourraient permettre à des petits groupes de combattants de s'infiltrer derrière les lignes,. À cette date, l'armée irakienne affirme avoir repris près de 80 villages depuis le début de l'offensive.
Sur le front est, les 2 000 hommes de la division d'or commandés par le major Salam Jassem Hussein réussissent une percée : partis de Basakhrah, ils avancent de dix kilomètres et atteignent le village de Tarbazawah le 24 octobre, puis ils progressent encore de cinq kilomètres et arrivent au niveau du village de Bazwaya le 25 octobre, à seulement 5 ou 6 kilomètres de Mossoul, mais ils ne peuvent se porter plus en avant, l'armée irakienne étant encore à 30 kilomètres de la ville sur le front sud,,,,,,. Pendant quelques jours, l'armée irakienne doit arrêter sa progression pour consolider ses gains.

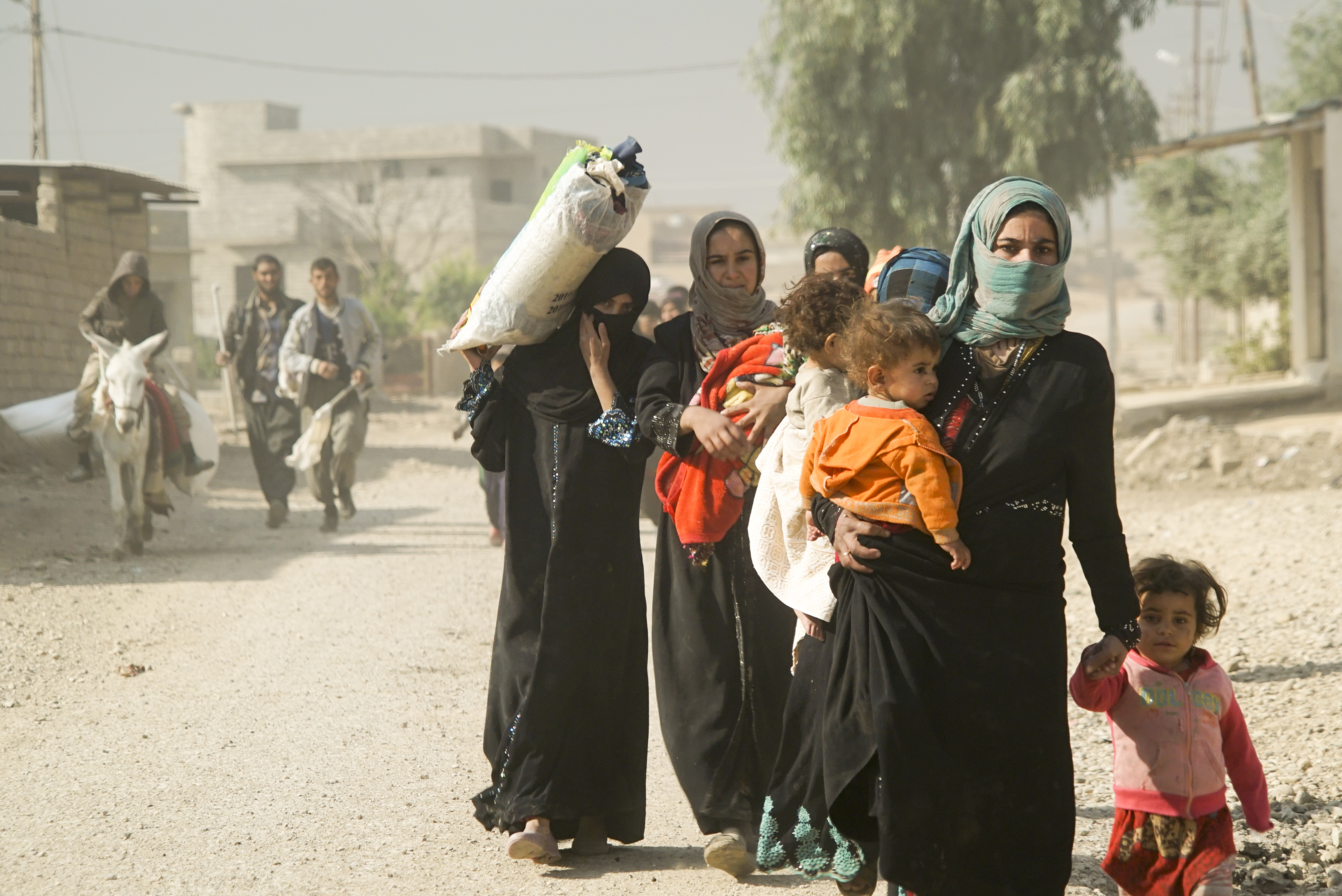
Civils de Mossoul fuyant les combats, 6 novembre 2016.

Le 29 octobre, les forces irakiennes lancent un assaut qui leur permet de prendre la petite ville d'al-Choura, au sud de Mossoul,. Le même jour, les Hachd al-Chaabi, restés jusque-là en retrait, passent à l'offensive pour reprendre Tall Afar, une ville située à 70 kilomètres à l'ouest de Mossoul, peuplée principalement de Turkmènes aux deux tiers sunnites, mais qui comptait également une importante minorité chiite avant sa conquête par l'État islamique. Leur objectif est de couper la route de ravitaillement qui relie Mossoul à Raqqa,,. Depuis Qayyarah, les miliciens chiites s'emparent de quelques localités et arrivent jusqu'au village d'al-Imraini, à 45 kilomètres au sud-est de Tall Afar. 80 kilomètres séparent Qayyarah de Tall Afar, mais la zone est désertique et peu peuplée, aussi les milices chiites progressent assez rapidement. De son côté, la 9e division prend la localité d'Ali Rach et arrive à sept kilomètres au sud-est de Mossoul,.
Le 31 octobre, la division d'or repart à l'offensive à l'est, elle prend le village de Bazwaya, puis atteint le village de Gogjali (ar), à moins d'un kilomètre de Mossoul,,,. Le 1er novembre, elle pénètre à l'intérieur de la ville par le quartier d'al-Karama,,,,,,. Le lendemain, la plus grande partie de Gogjali est aux mains des forces irakiennes après trois jours de combats.
Les Hachd al-Chaabi poursuivent également leur progression vers Tall Afar. Le 3 novembre, l'Organisation Badr affirme avoir atteint la localité de Mouhalabiya.
Le soir du 2 novembre, l'État islamique publie un communiqué audio dans lequel le « calife » Abou Bakr al-Baghdadi, qui ne s'était pas exprimé publiquement depuis près d'un an, appelle ses troupes à tenir la ville de Mossoul,. Selon The Guardian, Abou Bakr al-Baghdadi manque de peu d'être tué le 3 novembre. Ce jour-là, il s'exprime à ses hommes par talkie-walkie pendant 45 secondes. Il est alors repéré par les Kurdes et ses gardes, devinant le danger, lui confisquent aussitôt la radio. Al-Baghdadi quitte ensuite probablement Mossoul dans les jours ou les semaines qui suivent et se serait replié vers la région d'Al-Baaj ou de Boukamal, à la frontière irako-syrienne,.

### Reconquête des quartiers est de Mossoul, de novembre 2016 à janvier 2017
- Zone contrôlée par le gouvernement irakien
- Zone contrôlée par les peshmergas
- Zone contrôlée par l'État islamique

Situation à Mossoul, le 15 novembre 2016.
Zone contrôlée par le gouvernement irakien
Zone contrôlée par les peshmergas
Zone contrôlée par l'État islamique
.

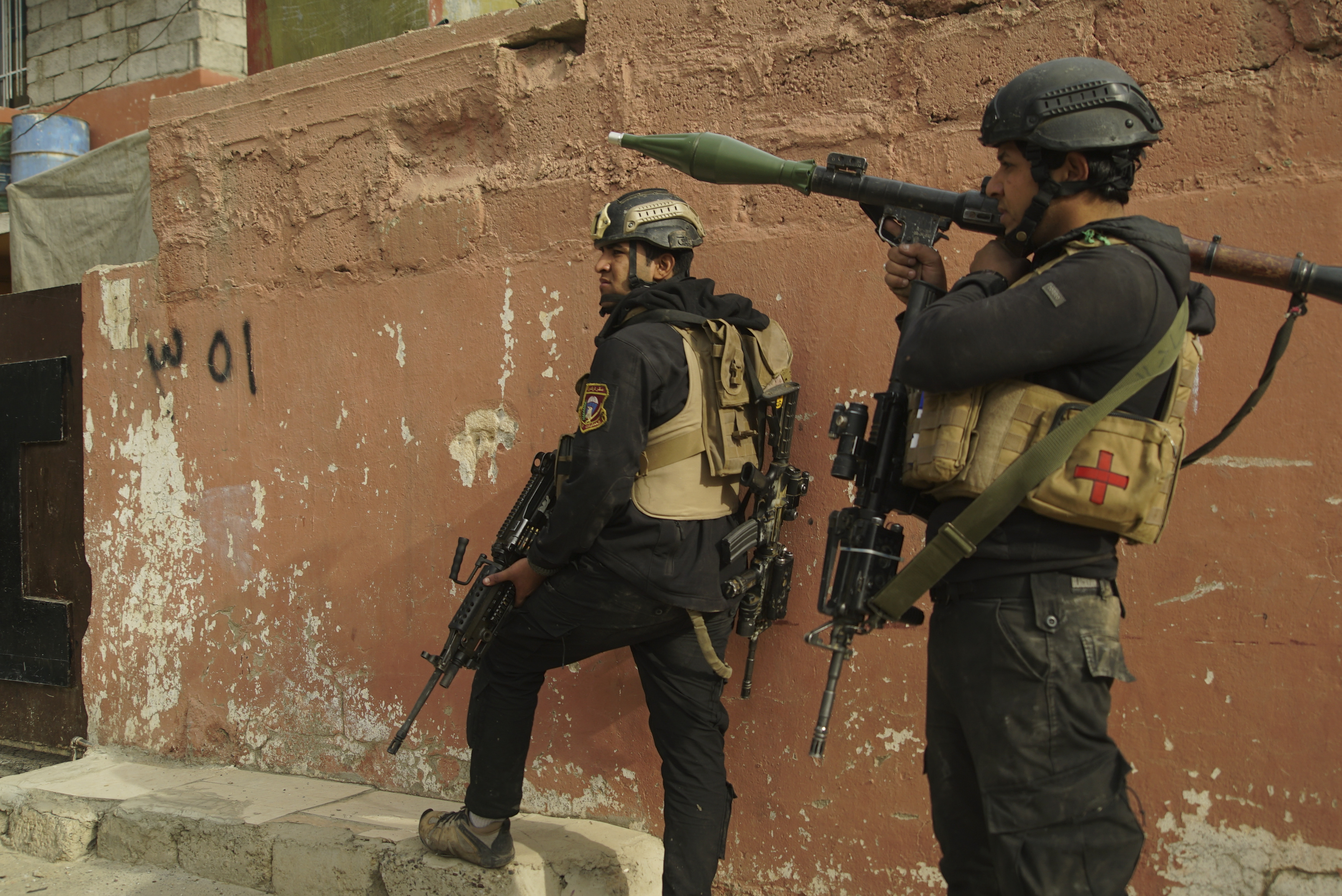
Soldats irakiens des forces spéciales dans les rues de Mossoul, 16 novembre 2016.

Le 4 novembre, la division d'or attaque à l'aube, depuis le village de Gogjali,. Les combats ont alors lieu dans au moins huit quartiers de l'est de Mossoul : al-Malayeen, al-Samah, Zahra — aussi appelé Saddam — Aden, Shaqiq al-Khadra, Karkoukli, Quds et al-Karamah,,,,,,. Mais les forces spéciales irakiennes se heurtent à une très forte résistance des djihadistes et dans la soirée elles sont contraintes de se replier partiellement,,,,,. Des éléments de la 9e division blindée gagnent également les abords de Mossoul et tentent de progresser dans le quartier al-Intissar, situé au sud des zones tenues par la division d'or,,. Cette dernière continue d'avancer, mais plus lentement que les jours précédents.
Pendant ce temps à quinze kilomètres au sud de Mossoul, la 15e division de l'armée irakienne et la police fédérale lancent l'assaut le 5 novembre contre la petite ville de Hamam al-Alil, tenue par au moins 70 hommes de l'EI, et la reprennent 7 novembre,,,,,,. Près de cette ville, les soldats irakiens découvrent un charnier contenant les victimes du massacre d'Hamam al-Alil,,,. Quant aux Kurdes, ils lancent un assaut le 7 novembre avec 2 000 peshmergas contre Bachiqa, où résistent encore une centaine de djihadistes encerclés depuis trois semaines,,. Bachiqa est prise à 95 % le 8 novembre selon les peshmergas, puis finalement reconquise entre le soir du 8 novembre et le matin du 9 novembre,. Les Kurdes cessent alors leur progression sur le front est et commencent la construction d'une ligne de démarcation, au-delà des anciennes limites du Kurdistan irakien. Les villages chrétiens sont alors majoritairement sous contrôle irakien et les villages yézidis sous le contrôle des Kurdes Le 16 novembre, Massoud Barzani, le président du Gouvernement régional du Kurdistan, annonce que les peshmergas « ne se retireront pas des territoires repris ».

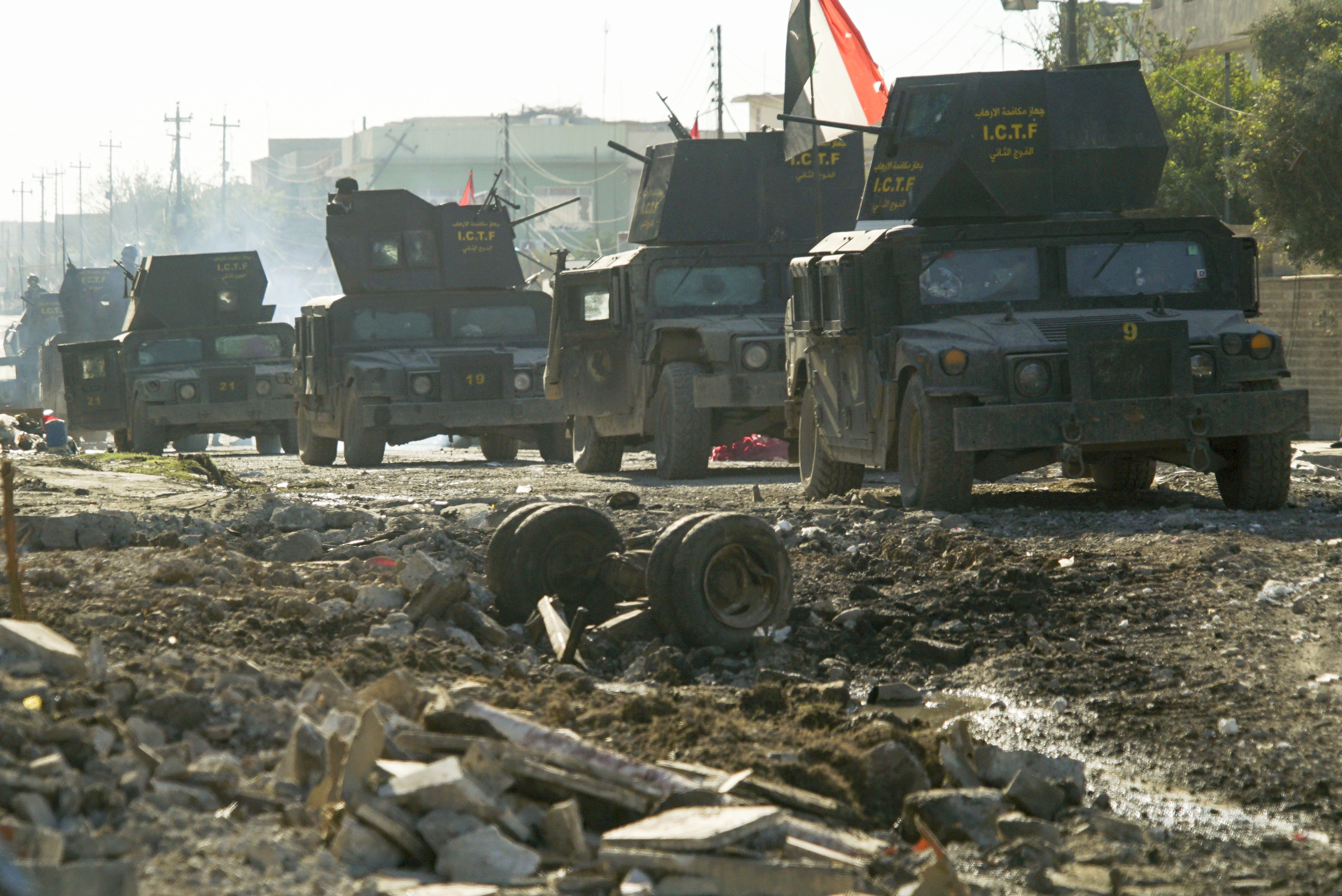
Des véhicules des forces spéciales irakiennes de l'« Iraqi Counter Terrorism Force » (ICTF), dans les rues de Mossoul, 18 novembre 2016.

À la date du 10 novembre 2016, la division d'or des forces spéciales du contre-terrorisme et la 9e division blindée occupent six des 60 districts de Mossoul. Les unités d'élite du contre-terrorisme combattent toujours en première ligne, tandis que derrière elles les forces de la police fédérale sont chargées de sécuriser les quartiers reconquis. Cependant les tunnels posent de graves problèmes aux troupes du gouvernement de Bagdad,. Continuellement harcelées par les kamikazes et les sniper de l'EI, elles ne contrôleraient véritablement que deux des six districts dans lesquels elles auraient pris pied. De plus, les soldats de la 9e division blindée ne sont pas habitués à la guérilla urbaine et peuvent difficilement utiliser leurs chars. Des soldats témoignent à l'agence Reuters et à l'AFP que cette bataille est déjà la plus dure qu'ils aient jamais livré. Après avoir baissé en intensité pendant quelques jours, alors que les forces irakiennes consolident leurs positions dans les quartiers est, les combats s'engagent le 11 novembre dans les quartiers d'al-Arbajiyah et de Qadisiya al Thania, attaqués par la division d'or,,. À la date du 14 novembre, les troupes irakiennes ont pris pied dans dix quartiers, mais leur contrôle demeure disputé et la progression est lente.
Le 13 novembre, à une trentaine de kilomètres au sud-est de Mossoul, la 9e division blindée reprend la cité antique de Nimroud, qui avait été ravagée par l'État islamique en mars 2015,,,,,.
De leur côté, les Hachd al-Chaabi poursuivent leur progression vers Tall Afar. Le 16 novembre, ils s'emparent de l'aéroport (en), situé à six kilomètres au sud-ouest de la ville. Le 21 novembre, ils ne sont plus qu'à quatre kilomètres de la ville. Le 22 novembre, les Hachd al-Chaabi annoncent avoir coupé la route reliant Sinjar à Tall Afar, et réalisé leur jonction avec les peshmergas stationnés dans les villages environnants. La région de Mossoul et de Tall Afar est alors complètement encerclée,,.

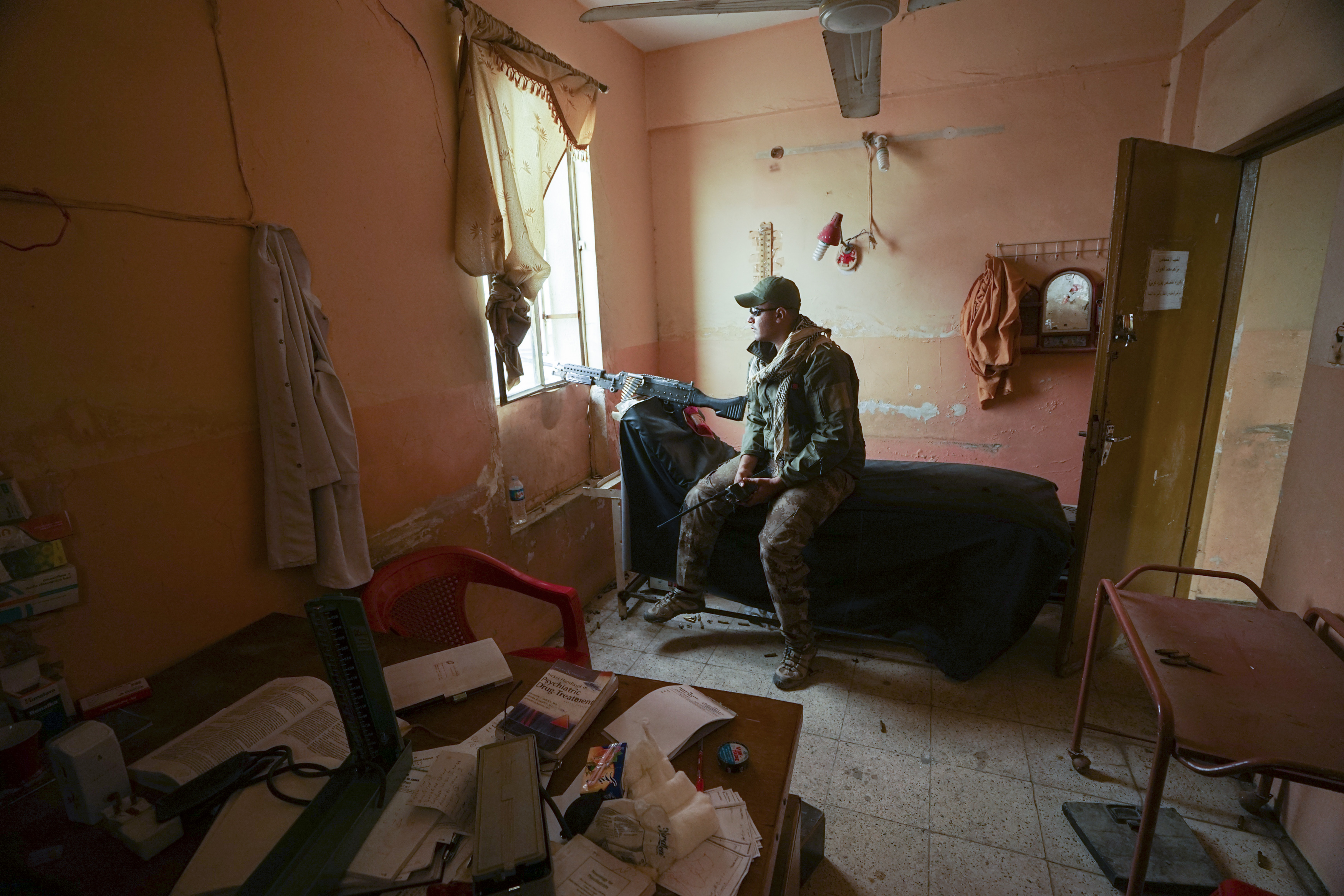
Un soldat des forces spéciales irakiennes dans une maison de Mossoul, le 15 novembre 2016.

À Mossoul, la coalition détruit un pont le 22 novembre afin d'empêcher l'EI d'acheminer des renforts dans les quartiers est ; un seul des cinq ponts de Mossoul enjambant le Tigre est alors encore debout,. À la date du 25 novembre, l'armée irakienne affirme avoir reconquis plus de 40 % de la partie est de la ville. Elle contrôle les quartiers d'al-Arbajiyah, Qadisiyah al-Thania, Tahrir, Saddam, al-Samah, Karkoukli et depuis peu, Aden. L'armée irakienne a pénétré dans le quartier d'al-Khadraa, au nord d'Aden et les combats se poursuivent également dans les quartiers al-Bakr, Ilam, Akha, al-Quds, al-Karamah, al-Intissar et Judayda al-Mufti. Le 30 novembre, elle parvient à entrer dans les quartiers Sumer et Wahda. Mais en décembre, avec la venue de l'hiver, la progression des troupes irakiennes se ralentit,. La division d'or est déjà éprouvée par de lourdes pertes, avec 20 % de ses soldats tués ou blessés et 25 % de ses véhicules détruits ou endommagés,.
Le 2 décembre, l'État islamique mène une contre-attaque à l'est, dans le quartier de Qadisiyah al-Thania. Le 3 décembre, la 16e division parvient à progresser sur le front nord pour la première fois depuis le 21 novembre. Pendant ce temps à l'ouest, de rudes combats ont lieu à Tal Zalat entre l'EI et les Hachd al-Chaabi. Le 6 décembre, les miliciens chiites prennent la petite ville de Tal Abta, au sud-ouest de Mossoul.
Le 6 décembre, la 9e division blindée irakienne lance un assaut dans le sud-est de Mossoul : elle fait une percée dans le quartier de Wahda et arrive à moins de 1,5 kilomètre du fleuve Tigre,. Le lendemain, elle prend le contrôle de l'hôpital al-Salam, utilisé comme quartier-général par les djihadistes. Cependant les unités de tête se retrouvent encerclées et les forces d'élite de la division d'or doivent être dépêchées en renfort pour briser le siège. Les djihadistes mènent une très violente contre-attaque, avec notamment plusieurs kamikazes et inghimasi, et parviennent à reprendre l'hôpital au bout de quelques heures. Les soldats irakiens battent en retraite, déplorant au moins 27 morts, 40 blessés, plusieurs disparus probablement faits prisonniers et une vingtaine de véhicules — au moins quinze BMP-1 détruits, deux autres capturés, six Humvee et un bulldozer — hors de combat,,,. Le même jour, l'armée irakienne remporte cependant un succès sur un autre point de ville en achevant la reconquête du quartier d'Ilam.
Au cours du mois de décembre, les combats se poursuivent à l'est, dans les quartiers d'al-Intissar, al-Qasidiyah al-Thaniyah, Wahda, Muharibin, al-Mintaqah, Sumer, al-Tamim, al-Noor, al-Barid, al-Quds, al-Karamah, Sukkar, Shaimaa, Rafaq et Baladiyat,,. Cependant la progression est modeste dans les quartiers est, les djihadistes continuent de harceler les positions arrière des forces irakiennes grâce aux tunnels, tandis que les fronts nord et sud sont bloqués,. Le 22 décembre, l'État islamique mène trois attentats simultanés à Gogjali, faisant 23 morts, dont quinze civils et huit policiers.

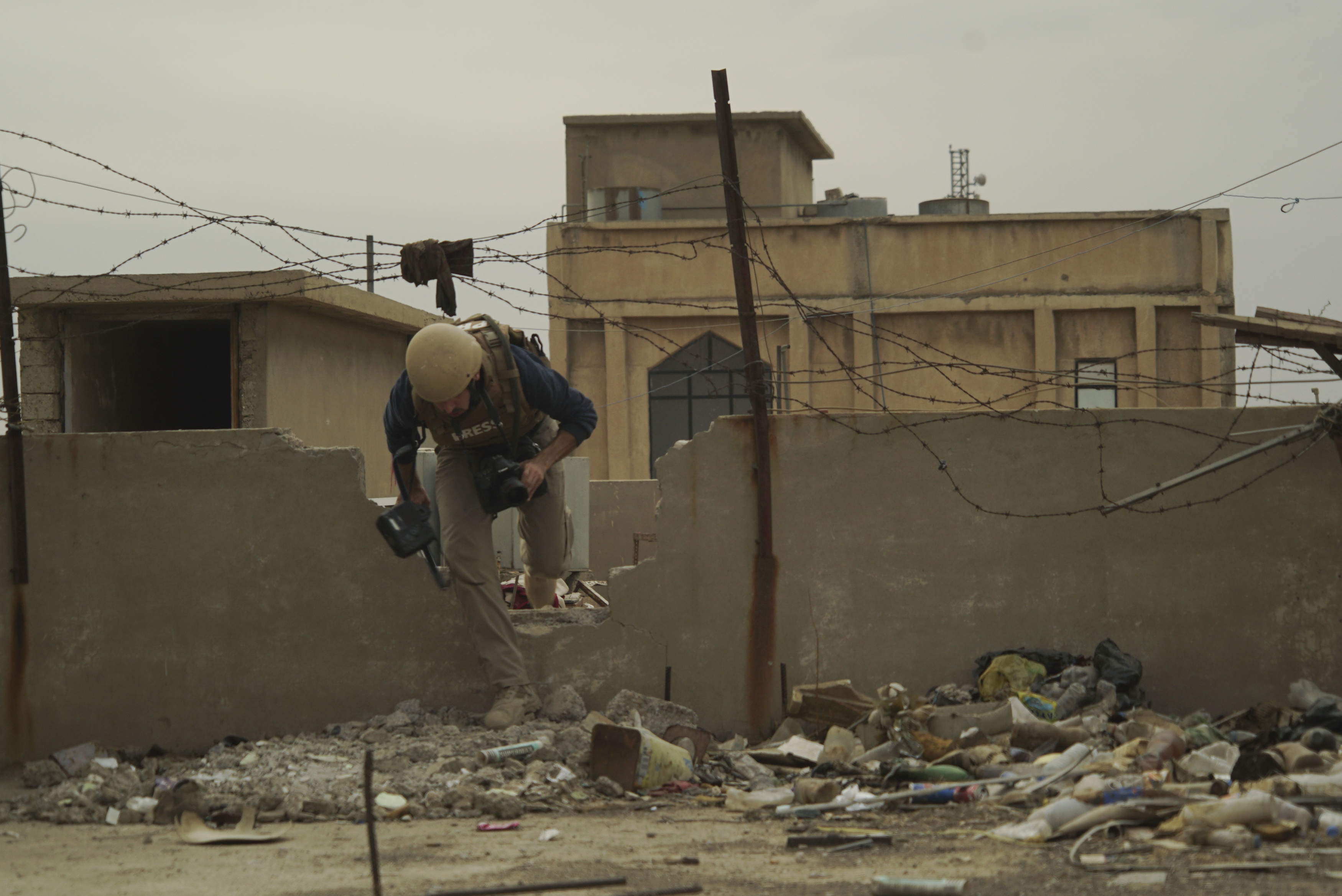
Un reporter de guerre dans les rues de Mossoul, 15 novembre 2016.

Après une progression modeste en décembre, la reconquête de Mossoul s'accélère en janvier 2017. Le 27 décembre 2016, la coalition commence par détruire le pont al-Atiq, qui était dernier pont franchissable sur le Tigre à Mossoul,. Les djihadistes ne peuvent alors plus faire passer de véhicules dans les quartiers est, notamment des VBIED dont le nombre diminue progressivement.
Le 29 décembre, après deux semaines d'accalmie, l'armée irakienne annonce le début de la deuxième phase de l'offensive. Les forces spéciales irakiennes commencent par faire une percée dans les quartiers d'al-Karamah et d'al-Quds,,,,,,. À la date du 1er janvier 2017, les forces irakiennes affirment avoir entièrement nettoyé les quartiers d'al-Karamah, d'al-Intissar et d'al-Salam, mais des combats s'y déroulent encore ponctuellement dans les jours qui suivent. Le 2 janvier, l'EI parvient à couper momentanément la route (en) entre Bagdad et Mossoul en s'emparant du village de Dibs (ar), au nord de Baïji. Le 3 janvier, la division d'or parvient à pénétrer dans la zone industrielle située à l'ouest d'al-Karamah. Le 6 janvier, la 16e division s'empare du quartier de Mazare tandis que la police fédérale reprend définitivement l'hôpital al-Salam et le quartier Wahda. Le 8 janvier, la division d'or atteint le fleuve Tigre au niveau du quatrième pont, le plus en aval de la ville,. Le 9 janvier, les quartiers de Dumiz, Sumer et Palestine au sud-est et Baladiyat au nord-ouest sont reconquis,. Le 10 janvier, le quartier de Sukar est repris. Le même jour, la 16e division entre dans le quartier d'al-Habda, situé tout au nord. Le 11 janvier, les forces spéciales irakiennes annoncent avoir repris 80 à 85 % de la partie est de Mossoul. Du 11 au 13 janvier, après avoir pris les quartiers 7e Nissane et Sadiq, la division d'or fait sa jonction avec la 16e division qui achève la reconquête du quartier d'al-Habda sur le front nord,. Le 13 janvier, les forces irakiennes remontant la rive est vers l'amont, annoncent avoir atteint un deuxième pont, le « pont de la Liberté ». Le même jour, les forces spéciales de la division d'or réinvestissent le siège du gouvernement provincial, et lancent l'assaut sur le campus de l'université de Mossoul,. Utilisée en partie comme centre de commandement et de fabrication d'armes, l'université est entièrement reconquise le 14 janvier après de violents combats,,,,, Le lendemain, les troupes irakiennes reprennent le tombeau du prophète Jonas, détruit par l'État islamique en 2014,. Les restes d'un palais assyrien vieux de 2 600 ans, en partie pillé par les djihadistes, sont également découverts sous les ruines du tombeau de Jonas,. Les djihadistes n'opposent plus de véritable résistance. Le 17 janvier, onze quartiers tombent d'un coup aux mains des forces irakiennes, avec notamment la Grande mosquée (que l'EI utilisait comme fabrique d'armes) et la base militaire de Kindi. Les djihadistes se replient sur les quartiers ouest en traversant le Tigre par bateau. Le 18 janvier, le général Talib al-Sheghati (en), qui dirige le CTS, annonce, lors d'une conférence de presse à Bartella, la reprise de tous « les secteurs importants » de l'est de Mossoul. Cependant, des groupes de combattants djihadistes sont toujours présents et continuent de combattre dans certains secteurs, notamment dans le quartier al-Arabi,,. Le 19 janvier, les forces spéciales s'emparent de l'ancien hôtel international de Ninive, situé sur la rive gauche du Tigre et renommé hôtel des héritiers (Waritheen) par les djihadistes, qui l'utilisaient comme caserne,. Le 22 janvier, l'armée irakienne affirme avoir pris les deux dernières poches de résistance de l'État islamique dans les quartiers est, à al-Milayin et al-Binaa al-Jahiz. Cependant les combats se poursuivent au nord, dans le quartier de Rashidiyah : les 9e, 15e et 16e divisions et la Force de réaction rapide n'en reprennent le contrôle que le 24 janvier.
Le 19 janvier, à une quinzaine de kilomètres au nord de la ville, la localité de Tall Kayf, assiégée durant deux mois par les 1re, 9e et 16e divisions de l'armée irakienne et Hachd al-Watani, est finalement reprise,.

### Offensive sur les quartiers ouest de Mossoul, de février à mai 2017

Situation à Mossoul, fin janvier 2017.

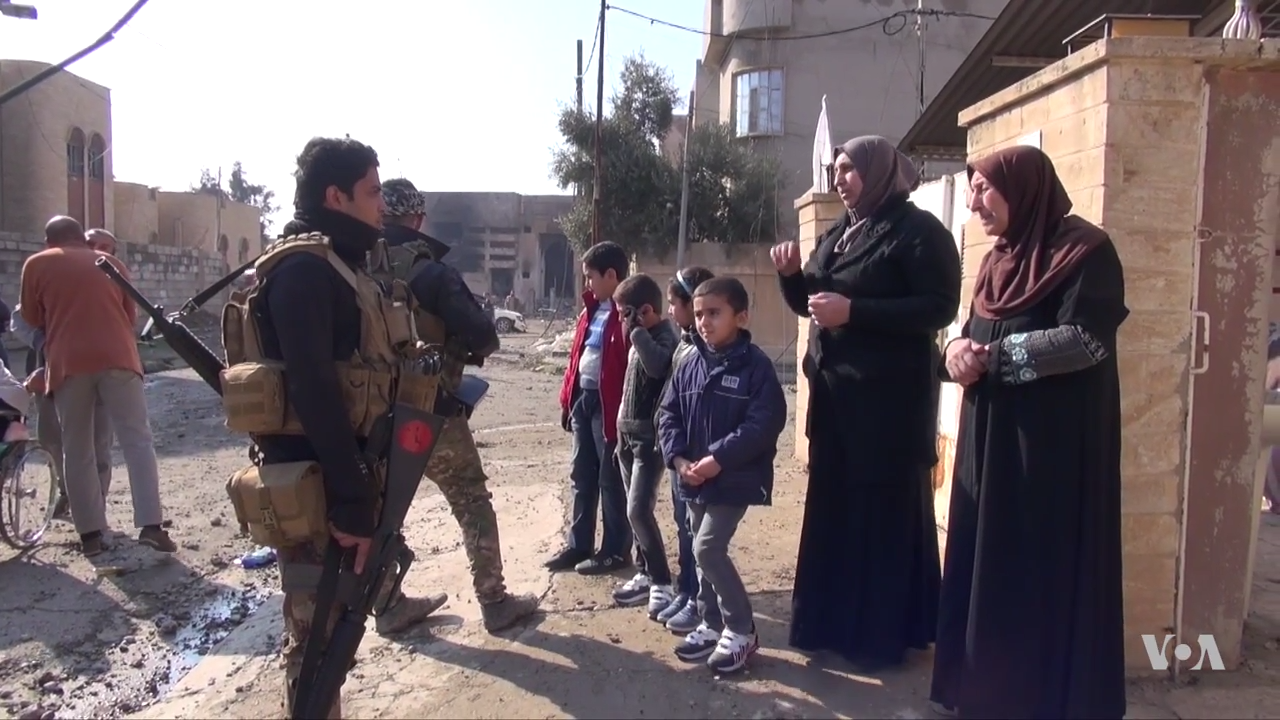
Des soldats irakiens avec des civils de Mossoul, le 25 janvier 2017.

Après la conquête des quartiers est, l'offensive connaît une pause de quatre semaines. Au cours de cette période, les djihadistes mènent quelques raids en traversant le Tigre et bombardent régulièrement Mossoul-Est avec leur artillerie. Cependant l'assaut le plus important est mené du 12 au 14 janvier contre les Hachd al-Chaabi, à l'ouest de Mossoul : l'EI y engage 17 kamikazes et plusieurs chars. De leur côté, les forces irakiennes planifient leur prochaine offensive, déminent les IED et traquent les cellules dormantes dans les quartiers est. 
Le 21 janvier 2017, l'EI fait exploser l'Hôtel Mossoul, le deuxième plus grand de la ville, situé sur la rive ouest du Tigre.  
Le 19 février 2017, les forces irakiennes et alliées reprennent leur offensive et s'attaquent aux quartiers de Mossoul situés sur la rive ouest du Tigre,,. Les Américains estiment alors que l'État islamique compte encore 2 000 hommes à Mossoul. Cette phase de la bataille semble devoir être la plus difficile, car les quartiers ouest de la ville sont plus anciens, avec ses rues plus étroites qui ne peuvent être empruntées par les chars et les blindés, rendant ainsi cette partie plus facilement défendables pour les djihadistes,. De plus, la population majoritairement sunnite pourrait y être plus favorable à l'État islamique,. Environ 750 000 civils sont alors encore présents à Mossoul-Ouest.
Les forces irakiennes commencent l'offensive par le sud et le sud-ouest, avec l'aéroport et la base militaire attenante de Ghazlani comme premiers objectifs,,,. Sur ce front, l'offensive est menée par la Force d'intervention rapide (FIR) — les unités spéciales de la police irakienne — par les unités d'élite du contre-terrorisme (CTS) — dites la division d'or — et par la police fédérale,. La 16e division d'infanterie de l'armée irakienne occupe quant à elle les quartiers reconquis sur la rive est avec certaines unités de la police fédérale. À l'extérieur de la ville, la 15e division d'infanterie prend position au nord et la 9e division blindée au sud.
Le 20 février, malgré une forte résistance des djihadistes, la Force d'intervention rapide s'emparent du village d'Albou Saïf — ou Al-Bousseif — situé sur une colline dominant l'aéroport,,,. Le 23 février 2017, l'aéroport et la base militaire de Ghozlani sont pris d'assaut par les forces irakiennes après une bataille de quatre heures,,. Les troupes du CTS s'emparent également du village de Tal al-Rayyan et atteignent le quartier d'Al-Maamoun. À Albou Seif, les soldats découvrent près de l'aéroport un tunnel long de 2,4 kilomètres, haut de 10 mètres et large de 500 mètres. Construit sous le régime de Saddam Hussein, il était utilisé comme camp militaire par l'État islamique.
Le 24 février 2017, les forces irakiennes pénètrent pour la première fois dans Mossoul-Ouest : la police fédérale entre par les quartiers de Jawsaq et Dandan, adjacents à l’aéroport, tandis que la division d'or entre par Al-Maamoun et Wadi Hajar,,. Le 27 février, les troupes irakiennes s'emparent d'un pont, impraticable, mais dont la reprise doit permettre d’établir un pont flottant à proximité.

Situation à Mossoul, le 1er mars 2017.

De son côté, la 9e division blindée progresse dans le désert au nord-ouest de Mossoul. Le 1er mars, elle s'empare du dernier axe routier menant à Tall Afar, isolant ainsi les force de l'EI à Mossoul-Ouest,,. Non loin de là, le 7 mars, la 9e division blindée et les miliciens chiites de la Division de combat d'al-Abbas reprennent la prison de Badouch (ar) — théâtre d'un massacre en 2014 — au nord-ouest de Mossoul,. Puis, le 12 mars, la 9e division blindée coupe la route Tall Afar aux abords de Mossoul et achève l'encerclement complet de la ville,. La ville de Badouch est quant à elle reconquise le 15 mars,.
À l'intérieur de Mossoul, la division d'or, la Force d'intervention rapide et la police fédérale poursuivent la reconquête des quartiers ouest en progressant du sud vers le nord. Le 6 mars, l'armée irakienne prend le contrôle du pont Al Horreya, le deuxième le plus en aval de la ville,. Dans la nuit du 6 au 7 mars, 300 hommes du régiment Scorpion de la Force d'intervention rapide s'emparent du siège du gouvernement provincial de Ninive et y hissent le drapeau irakien,,. Le complexe administratif est ensuite remis à la police fédérale. Mais trop pressés de s'emparer de ce lieu symbolique, les hommes de la Force d'intervention rapide se sont portés trop en avant et ont négligé leurs flancs pendant leur offensive,. Vers midi, les hommes de l'État islamique mènent une contre-attaque aux abords des bâtiments administratifs de Ninive qui met en déroute la police fédérale et que les hommes de la Force d'intervention rapide ne repoussent qu'à grand-peine,,,,. Le 7 mars, le Musée de Mossoul, vandalisé puis transformé en siège de perception des taxes par l'EI, est repris par les forces irakiennes,,,,. Le 12 mars, l'armée irakienne annonce que plus d'un tiers de Mossoul-Ouest a été repris à l'EI,,. Le 14 mars, les forces irakiennes reprennent la gare de Mossoul, inutilisée depuis l'arrivée des djihadistes,. Le 15 mars, la police fédérale et la Force d'intervention rapide s'emparent du Pont de fer malgré plusieurs attaques de véhicules kamikazes. Les forces irakiennes contrôlent alors trois des cinq ponts sur le Tigre,,. Le même jour, un bulldozer piégé conduit par un kamikaze frappe le siège du gouvernorat et détruit plusieurs blindés. Le 17 mars, la police fédérale et la Force d'intervention rapide arrivent aux abords de la Vieille ville,,,. Dans cette zone, les avions de la coalition sont moins sollicités et les Irakiens ont davantage recours aux hélicoptères,. Les combattants s'affrontent souvent à de courtes distances,. À cause de l'étroitesse des rues, les djihadistes ont également moins recours au véhicules kamikazes. Plus à l'ouest, la division d'or s'empare quant à elle des quartiers de Resala, Nablus, Bab al-Toub, Yabessat, Wadi Ain et Rajim al-Hadid au cours de la seconde partie du mois de mars. Le 20 mars, un colonel de la police irakienne et huit de ses hommes sont capturés puis exécutés par les djihadistes dans le quartier de Bab Jadid,.

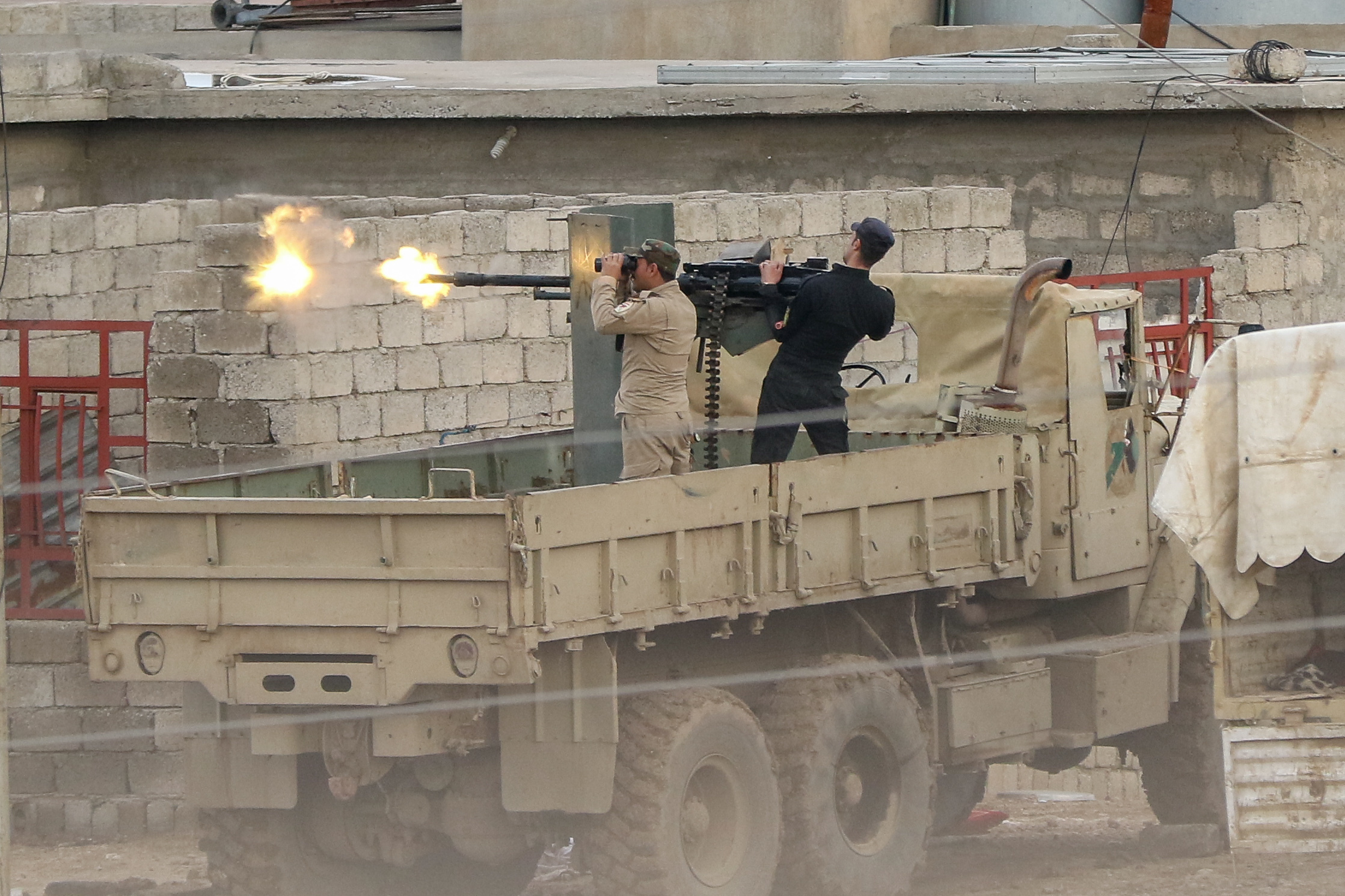
Des militaires irakiens de la 9e division à Mossoul, le 16 mars 2017.

Cependant, le 17 mars, une frappe aérienne de la coalition visant deux snipers de l'EI souffle un groupe de bâtiments dans le quartier d'Al-Djadida et tue entre 105 et 200 civils,,,,,,,,. Selon l'armée américaine et l'armée irakienne, ce bilan humain particulièrement lourd est dû à la présence d'un important dépôt de munitions de l'EI dans un bâtiment touché par le raid, ce qui a provoqué une deuxième explosion,. La zone du bombardement passe ensuite sous le contrôle des forces irakiennes et le 23 mars de nombreux corps sont retirés des décombres par la défense civile,,. Le 25 mars, l'armée irakienne et la coalition annoncent avoir décidé de faire une pause dans leur offensive en raison du nombre élevé des pertes civiles,,. L'offensive reprend le 27 mars. Le 30 mars, le colonel américain Joe Scrocca, un porte-parole de la coalition, annonce qu'il reste « moins d'un millier de djihadistes » à Mossoul.

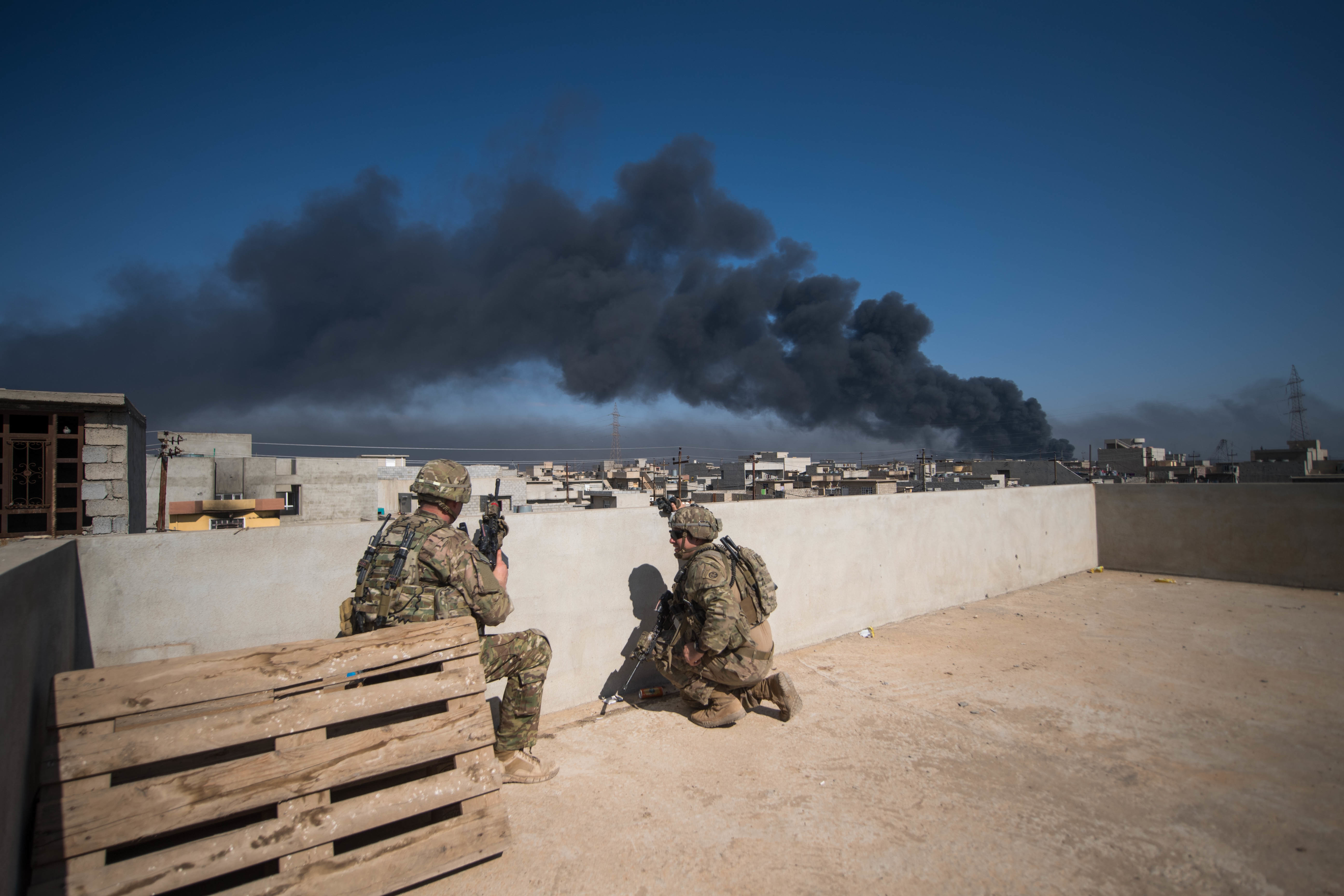
Des militaires américains de la 82e division aéroportée à Mossoul, le 7 mars 2017.

Au cours du mois d'avril, les forces de Bagdad piétinent, leur progression dans les quartiers ouest est lente et difficile,,. Le quartier de Rajim al-Hadid est repris par l'État islamique le 1er avril, puis une nouvelle fois reconquis par la division d'or le 2 avril. Le quartier de Maghawat est pris par les forces irakiennes le 3 avril. Dans le centre de Mossoul-Ouest, la division d'or se montre encore la force la plus efficace en s'emparant des quartiers de Maghreb le 4 ou 5 avril, Yarmouk al-Thaniya entre le 6 et le 10 avril, al-Abar le 13 avril, Thawra le 19 avril, Nasr le 20 avril, Siha le 22 avril et Tanak le 25 avril,,,. Sur les fronts nord et sud en revanche, l'avancée de l'armée et de la police est faible ou nulle. Au sud de la Vieille ville, la police fédérale et la Force d'intervention rapide sont bloquées depuis fin mars à 300 mètres de la Grande Mosquée al-Nouri, celle ou Abou Bakr al-Baghdadi était apparu pour la première fois en public le 4 juillet 2014, après la proclamation du califat. Elle ne parvient finalement à progresser d'une centaine de mètres que les 28 et 29 avril,,,,. Par ailleurs, le 6 avril, un hélicoptère Bell 407 irakien est abattu à Mossoul et ses deux pilotes sont tués ; il s'agit du premier aéronef détruit depuis le début de la bataille,. Le 15 avril, des soldats irakiens subissent une attaque chimique au chlore de faible intensité dans le quartier de Rajim al-Hadid qui fait quelques blessés,. Le 26 avril, les Hachd al-Chaabi reprennent la cité antique de Hatra, située au sud-ouest de Mossoul.
Le 1er mai 2017, l'armée irakienne ouvre un nouveau front au nord-ouest de Mossoul,,. L'offensive est menée par les 9e, 15e et 16e divisions, la 73e brigade, la police fédérale, la Force d'intervention rapide et la division d'or,,. Son objectif est de capturer les quartiers situés au nord de la vieille ville : Mucharifah, Kanissah, al-Haramat, 17 juillet, al-Warshan, al-Ureibi, al-Rifai, al-Iqtisadin, al-Najar, al-Shifaa, al-Saha al-Oula, et Zinjali,. Le 6 mai, l'armée irakienne capture le quartier de Mucharifah. Le 8 mai, elle libère le quartier d'Al-Haramat. Le 9 mai, l'armée irakienne reprend la zone industrielle nord,. Les forces gouvernementales progressent, cependant des djihadistes parviennent régulièrement à s'infiltrer derrière les lignes irakiennes et plusieurs quartiers doivent être nettoyés à plusieurs reprises. La libération du quartier 17 juillet est ainsi annoncée à trois reprises au cours du mois de mai.
Le 16 mai, le général Yehia Rasool (ar), porte-parole du commandement des opérations conjointes des forces irakiennes (ar), annonce que 90 % de Mossoul-Ouest a été reconquise,. L'EI ne contrôle alors plus que 12 km2 dans Mossoul.

### Assauts sur la vieille ville, de mai à juillet 2017
Contrairement à ses autres batailles livrées contre l'État islamique, l'armée irakienne ne laisse cette fois aucune voie de sortie aux djihadistes. Le but tactique de cette voie, aussi appelée la « porte dorée » ou le « trou », était de laisser une issue aux assiégés pour qu'ils puissent s'enfuir, permettant ainsi d'épargner les civils, les infrastructures et des pertes supplémentaires dans les rangs de l'armée. Cette fois les djihadistes sont entièrement encerclés et les demandes formulées par les chefs de l'État islamique pour établir une voie de sortie à leurs combattants sont rejetées. Selon l'agence de presse Reuters, le plan irakien prévoyait initialement de laisser le front ouest ouvert puis de bombarder les djihadistes qui s'y engouffreraient, mais l'Iran aurait fait pression pour que l'Irak change son plan de bataille, de peur que les hommes de l'EI ne gagnent la Syrie. La coalition internationale aurait également accepté ce changement de plan pour les mêmes raisons.
Le 27 mai, l'armée irakienne, la police fédérale et les unités d'élite du contre-terrorisme — dite la division d'or — lancent l'assaut sur Zinjali, al-Shifaa, al-Saha al-Oula et Bab el-Sinjar,,. Ces quatre quartiers sont les derniers encore tenus par l'État islamique au nord de la vieille ville, un dédale de ruelles étroites encore peuplé de 250 000 civils. Ces derniers souffrent de la faim, du manque de médicament et n'ont pas d’hôpital pour se faire soigner : le dernier contrôlé par l'État islamique à Mossoul n'étant occupé que par des djihadistes. Les habitants sont réduits à manger des chats, du carton mouillé ou de l'herbe. Ils sont évacués de force par les djihadistes lors de leurs retraites et plusieurs centaines d'entre-eux sont massacrés en essayant de fuir vers les lignes irakiennes. Des cadavres sont accrochés aux réverbères en guise d'avertissement,. Les bombardements de la coalition continuent également de faire de nombreuses victimes : ainsi le 31 mai entre 50 et 80 civils sont tués dans des frappes aériennes dans le quartier de Zinjali,. À mesure que les djihadistes se retrouvent acculés dans leurs derniers réduits, l'implication de femmes et d'enfants dans les rangs de l'État islamique se systématise également : les cadavres de sept femmes armées sont notamment découverts par des hommes de la division d'or dans le quartier de Zinjali,.
Le 2 juin, les forces irakiennes reprennent le contrôle du quartier d'al-Saha et tiennent alors 40 % du quartier de Zinjali,. Le 4 juin, l'État islamique mène des contre-attaques à l'ouest de la vieille ville, mais ses assauts sont repoussés. Le 14 juin, le quartier de Zinjali est entièrement reconquis,. Mais le même jour, au sud de la vieille ville, l'État islamique lance une contre-attaque avec 100 combattants et sept véhicules kamikazes au sud de la vieille ville : les djihadistes parviennent à s'infiltrer dans les quartiers d'Al-Dawasa, Nabi Chit et Al-Danadan, dont ils reprennent la mosquée. Le 15 juin, l'armée irakienne annonce avoir repris le quartier de Bab el-Sinjar, mais des combats s'y déroulent encore le lendemain.
Le 18 juin, l'armée irakienne annonce le début de son offensive sur la vieille ville,,,,. Environ 5 000 hommes sont engagés dans cet ultime assaut. La division d'or, menée par les lieutenant-colonels Mohannad el-Tamimi et Salam Jassem Hussein, attaque depuis le quartier de Farouq, au nord-ouest ; la 16e division depuis Bab el-Sinjar au nord et Bab al-Lakash au sud ; et la police fédérale depuis Bab el-Baid au sud-ouest. La zone est encore défendue par plusieurs centaines de djihadistes gardés en réserve et constitués de combattants parmi les plus aguerris. Les combats ont alors lieu dans des rues très étroites : l'armée irakienne ne peut plus utiliser de blindés et l'État islamique ne peut plus engager de véhicules kamikazes. Les forces de l'EI utilisent alors des mines, des snipers et des motos kamikazes. Le 20 juin, la 9e division de l'armée irakienne et la Force d'intervention rapide achèvent l'encerclement de la vieille ville en reprenant le quartier d'al-Shifaa et notamment l'hôpital al-Sina,,. Selon l'ONU, plus de 100 000 civils sont toujours retenus comme boucliers humains,,.
Le 21 juin, la Grande Mosquée al-Nouri est détruite par l'État islamique, alors que les soldats de l'armée irakienne ne sont plus qu'à une cinquantaine de mètres de l'édifice,. C'est dans ce lieu qu'Abou Bakr al-Baghdadi était apparu pour la première fois le 4 juillet 2014, quelques jours après la proclamation du califat,,,. Le même jour, l'église Saint-Thomas de Mossoul, vieille de douze siècles et située à deux rues de la Grande mosquée, est en revanche reconquise intacte.
Les combats sont intenses, mais le 25 juin le lieutenant-colonel Salam Jassem Hussein affirme que 65 à 70 % de la vieille ville a été libéré. Cependant le même jour, en plein milieu des quartiers de Mossoul-Ouest déjà reconquis, des cellules dormantes de l'EI repassent à l'action et une soixantaine de combattants s'emparent provisoirement de plusieurs parties de Tanak, Yarmouk et Bab al-Toub,,,. La division d'or doit redéployer deux de ses bataillons pour éliminer cette nouvelle menace.
Le 26 juin, la division d'or prend entièrement le contrôle du quartier de Farouq ; tandis que le 27, la 15e division s'empare de la zone de Mashahda, dans l'ouest de la vieille ville. Le 28 juin, la police fédérale s'empare de Hkatoniya et Katunya, dans le centre de la vieille ville ; tandis que la 16e division prend Hadra al-Sadaa et Ahmadiyan, au nord. Le 29 juin, les forces spéciales de la division d'or prennent le contrôle des ruines de la Grande Mosquée al-Nouri,,,,. Au moins 82 hommes de l'État islamique, dont une trentaine de kamikazes et plusieurs snipers, sont tués au cours de cette journée selon l'armée irakienne.
Dans les derniers jours de la bataille, les djihadistes se maintiennent dans une bande large de quelques centaines de mètres, le long du Tigre. Plusieurs femmes kamikazes se jettent alors dans la bataille : quatre d'entre-elles s'infiltrent parmi les réfugiés et se font exploser près de la Grande Mosquée al-Nouri le 1er juillet, deux autres actionnent leurs ceintures explosives le 3 juillet,,. Au total, sept ou neuf femmes se font exploser. L'engagement de femmes kamikazes, habituellement interdit par l'État islamique, est autorisé par le commandement djihadiste en dernier recours.
Le 1er juillet, la Force d'intervention rapide nettoie définitivement le quartier d'al-Shifaa, tandis que la police fédérale atteint le pont de fer. Puis, entre le 1er et le 5 juillet, les quartiers de la vieille ville tombent les uns après les autres : Bab al-Toub, Bab al-Jadid, Rabia, Bab al-Bakr, Khatoon, Ras al-Koor, Imam Ibrahim, Sargkhana, Qataniyan, Suq al-Sagha, Bab al-Lakash, Bab al-Saray, Makawi, Kawazin, Shahwan, Maïdan et Kalayat. Cependant, le 4 juillet des djihadistes parviennent à traverser le fleuve Tigre et tuent 16 soldats dans le quartier de Hadbaa.
Le 5 juillet, le Premier ministre Haider al-Abadi annonce que les troupes gouvernementales ne sont plus qu'à 200 mètres des rives du fleuve Tigre. Tous les jours, à mesure que les troupes irakiennes avancent, des milliers de civils affamés et assoiffés s'échappent des ruines,,,. Des combattants irakiens de l'État islamique tentent également de s'enfuir : certains parviennent à se faufiler parmi les réfugiés malgré les fouilles, d'autres sont arrêtés,,,. Les djihadistes étrangers en revanche n'ont d'autre choix que de combattre jusqu'à la mort. Le 7 juillet, entre 50 et 100 djihadistes lancent un assaut désespéré à Bab al-Lakash, Bab al-Toub et Maïdan.
Le 9 juillet, les troupes de la division d'or atteignent les berges du Tigre, au nord-est de la vieille ville, dans le secteur de Maïdan,,. Le même jour, le Premier ministre Haïder al-Abadi se rend à Mossoul et annonce la « victoire » des forces irakiennes et la « libération » de la ville,,. Cependant des combats continuent d'avoir lieu et le Premier ministre irakien reconnaît qu'il reste encore « une ou deux poches de jihadistes de Daech »,. Les djihadistes ne contrôlent plus qu'une bande de territoire de 200 à 300 mètres de long sur 50 à 100 de large comprenant quelques dizaines d'habitations dans les secteurs de Maïdan, Kalayat et Shahwan, sur les bords du Tigre, au nord de la vieille ville,,,,. Environ 2 000 civils, dont plusieurs familles de combattants de l'État islamique, sont encore présents dans cette zone selon les estimations des forces spéciales irakiennes. Le 10 juillet, la victoire finale est officiellement proclamée par Haïder al-Abadi,,.
Cependant des affrontements ponctuels continuent d'avoir lieu dans les jours qui suivent,. Plusieurs centaines de djihadistes avec des femmes, des enfants et quelques prisonniers tiennent une ultime poche de résistance longue de 100 à 200 mètres et large de 30 à 50 mètres dans le quartier de Maïdan — ou Midan — le long de la rue Sherouan, parallèle au fleuve,,,. Le 10 juillet, alors qu'un groupe de 200 personnes, dont des femmes et des enfants, quitte la zone pour se rendre, 40 hommes munis de ceintures explosives se détachent du groupe, ouvrent le feu ou foncent se faire exploser contre les lignes irakiennes,. Le 11 juillet, après l'ouverture de négociations, certains djihadistes épuisés jettent leurs armes et acceptent de se rendre. La 9e division, la 16e division et la division d'or lancent ensuite l'assaut en fin d'après-midi pour réduire les derniers irréductibles,,. Cependant les derniers jours de la bataille s'accompagnent d'exécutions sommaires commises par les troupes irakiennes — en particulier par des soldats des 9e et 16e division — parfois même contre des femmes et des enfants,,,,. Des combats et des bombardements continuent d'avoir lieu au moins jusqu'au 21 juillet.
À l'issue de la bataille, un tiers de la vieille ville est détruite, soit près de 5 000 habitations. Environ 10 000 autres habitations ont été détruites dans le reste de la ville, la plupart dans les quartiers ouest.

## Crimes de guerre commis au cours de la bataille

### Exactions commises par l'État islamique
Dès le 17 octobre, selon Human Rights Watch, environ 45 habitants de Al-Lazzagah et Al-Hud, deux villages à environ 50 kilomètres au sud de Mossoul, attaquent et tuent 19 djihadistes. Ces attaques sont suivies d'une répression de l'EI qui exécute 13 habitants capturés pendant la révolte, dont des civils qui n'y avaient pas pris part.
Plusieurs autres massacres, rapportés par le Haut-Commissariat des Nations unies aux droits de l'homme (HCDH), sont commis par l'État islamique à Mossoul et ses environs au cours de la bataille. Le 19 octobre, à Safina, à 45 kilomètres au sud de Mossoul, six hommes proches d'un chef de tribu anti-EI sont attachés à l'arrière d’un véhicule et traînés autour du village, puis dans les jours qui suivent 15 civils sont tués à Safina et leurs corps jetés dans la rivière,. Le 20 octobre, l'État islamique publie une vidéo montrant les corps de deux peshmergas pendus par les pieds à un pont. Le même jour, les soldats irakiens découvrent les corps de 70 civils tués par balles dans la ville de Touloul Nasser, au sud de Mossoul,. Le 22 octobre, trois femmes et trois petites filles sont tuées à Roufeïla lors d'un déplacement forcé de civils, car elles étaient restées à la traîne à l'arrière du convoi en raison du handicap d'une des petites filles,,. Le 23 octobre, une cinquantaine d'anciens policiers auraient été mis à mort dans un bâtiment à l'extérieur de la ville selon le HCDH,. Le 25 octobre, les djihadistes exécutent par balles 24 anciens membres des forces armées irakiennes. Le 26 octobre, 190 anciens officiers des forces de sécurité irakiennes sont massacrés dans le camp militaire d'Al-Ghazlani, tandis que 42 civils sont tués d'une balle dans la tête dans la base militaire d'Al-Izza. Les 28, 29 et 30 octobre, environ 300 anciens policiers sont fusillés à Hamam al-Alil,,,.
Toujours selon le Haut-Commissariat, à la date du 4 novembre les membres de l'EI ont exécuté 180 anciens fonctionnaires et 50 de leurs hommes pour désertion. Le 9 novembre, les djihadistes exposent cinq corps crucifiés à un carrefour de la ville. Le 11 novembre, le HCDH déclare encore que 60 civils ont été exécutés par balles ou décapitation pour « trahison » ou « espionnage » au cours de la semaine, vêtus de tenues orange, leurs corps ont été suspendus à des poteaux électriques dans les rues de Mossoul. Des réfugiés font également mention d'un gouffre à Khafseh, dans le village d'Atbeh, près de Mossoul, où des nombreuses exécutions auraient été commises. Selon certains habitants, jusqu'à 4 000 personnes y auraient été tuées,,.
Le 11 novembre, 12 civils sont abattus dans le quartier de Bakir pour avoir refusé de le laisser installer des roquettes sur les toits de leurs maisons. Le 25 novembre, 27 civils sont exécutés publiquement dans le parc Mouhandissine, au nord de la ville, et un enfant est tué par un sniper de l'EI alors qu'il tentait de fuir vers les lignes irakiennes. Le 24 avril 2017, des djihadistes déguisés en policiers exécutent au moins quinze civils qui les avaient accueillis en libérateurs dans la Vieille ville.
Le HCDH affirme encore que 27 civils, dont 14 femmes et cinq enfants, sont abattus par des djihadistes de l'État islamique le 26 mai dans le quartier d'al-Shifaa en essayant de fuir la Vieille ville. Puis le 1er juin, 163 hommes, femmes et enfants sont massacrés,,. Le 3 juin, 41 civils sont encore exécutés dans ce même quartier.
D'après l'ONU, l'organisation État Islamique aurait exécuté un total de 741 civils au cours de la bataille,.

### Exactions commises par les forces gouvernementales irakiennes
Selon Amnesty International et Human Rights Watch, des civils fuyant les combats sont également torturés et exécutés sommairement par des membres des forces gouvernementales irakiennes,. Des photos et des vidéos réalisées entre octobre et décembre 2016 par le journaliste Ali Arkady sont publiées en mai 2017, montrant des séances de tortures commises sur des civils par des membres des Forces d'intervention rapide,,. Le journaliste irakien accuse également les membres de cette unité d'avoir commis des viols et des exécutions sommaires,. En novembre 2016, Amnesty International accuse également une milice de la tribu Al-Sabaoui — membre des Hachd al-Chaabi, mais sunnite — d'actes de tortures contre des civils,.
Certains djihadistes faits prisonniers ou des personnes suspectées d'avoir collaboré avec l'État islamique sont jugés dans tribunaux mis en place par le gouvernement irakien, notamment à Qayyarah et à Cheikhan, près de Dohuk. Les djihadistes convaincus d'avoir porté les armes sont passibles de la peine de mort, mais de nombreuses exécutions sommaires sont aussi commises par les forces irakiennes. Le 11 novembre 2016, des soldats irakiens se filment en train d'exécuter un enfant qui est ensuite écrasé sous un char. Selon Human Rights Watch, quatre hommes sont également exécutés par des miliciens le 29 novembre à Chayalat al-Imam, 70 kilomètres au sud de Mossoul. Le 19 janvier 2017, trois civils suspectés de faire partie de Daech sont exécutés sommairement par des militaires irakiens. Dans un reportage publié le 28 juin 2017 par le journal suédois Expressen, un membre de la police fédérale irakienne nommé Falah Aziz se vante d'avoir tué 130 personnes, dont 50 prisonniers de l'EI décapités au couteau, plusieurs de ces exécutions étant d'ailleurs filmées.
Le 14 mars 2017, Human Rights Watch dénonce le fait que 1 269 prisonniers, dont des enfants, sont incarcérés dans des conditions « inhumaines » dans une prison d'Hamam al-Alil et dans deux autres à Qayyarah.
Selon Amnesty International, Human Rights Watch et Bellingcat, du phosphore blanc est utilisé pendant la bataille par l'armée irakienne ou par la coalition,,. Le 14 juin 2017, la coalition reconnaît avoir fait usage de ces munitions pour, selon son porte-parole, le général néo-zélandais Hugh McAslan, « créer un écran de fumée et permettre aux civils de fuir ». Une version également donnée par l'armée irakienne. Cependant Amnesty International estime que cette utilisation pourrait relever du crime de guerre,.
À la mi-juillet 2017, des vidéos d'exécutions sommaires commises par des militaires irakiens sont diffusées sur internet,. Dans un rapport publié le 27 juillet 2017, Human Rights Watch affirme que des dizaines de prisonniers ont été exécutées sommairement à la mi-juillet par des soldats de la 16e division de l'armée irakienne dans la vieille ville de Mossoul. L'ONG dénonce également l'emprisonnement de 170 familles de membres de l'État islamique. Selon Belkis Wille, qui a dirigé l'enquête de Human Rights Watch : « La bataille de Mossoul-Est a été remarquablement propre, mais Mossoul-Ouest fut vraiment dérangeant. Il y a d’abord eu la décision d’utiliser les mortiers et l’artillerie lourde puis, dans les deux dernières semaines, une décision de tuer tout le monde. Nous en avons eu la confirmation par de nombreux soldats des 9e et 16e divisions de l’armée irakienne : ils avaient des ordres. L’ordre de tuer ».

### Exactions commises par les forces américaines
En 2019, Edward Gallagher, un sous-officier des Navy Seals est jugé aux États-Unis pour crimes de guerre. Dénoncé par plusieurs soldats de son unité, il est accusé d'avoir poignardé à mort un adolescent qui était soigné par un médecin, d'avoir tué un vieil homme et une petite fille avec un fusil de précision et d'avoir tiré à la mitrailleuse ou au lance-roquettes sur des maisons sans raison apparente,. Ces actes auraient été commis à Mossoul de mai à juillet 2017. Jugé pendant deux semaines par le tribunal militaire de San Diego, Edward Gallagher est acquitté le 3 juillet des accusations de meurtre et de tentatives de meurtre, mais est reconnu coupable d'avoir posé à côté du corps de l'adolescent en compagnie d'autres soldats, il est condamné à quatre mois de détention et est dégradé d'un rang,. Cette peine étant couverte par sa détention provisoire, il est libéré. Donald Trump intervient en faveur de Gallagher : les 21 et 22 novembre il le rétablit dans son grade et il empêche l'United States Navy de lui retirer son Trident, l'insigne des SEAL. Le 24 novembre, Richard V. Spencer, le Secrétaire à la Marine des États-Unis, démissionne.

## Bilan et pertes

### Pertes des forces belligérantes

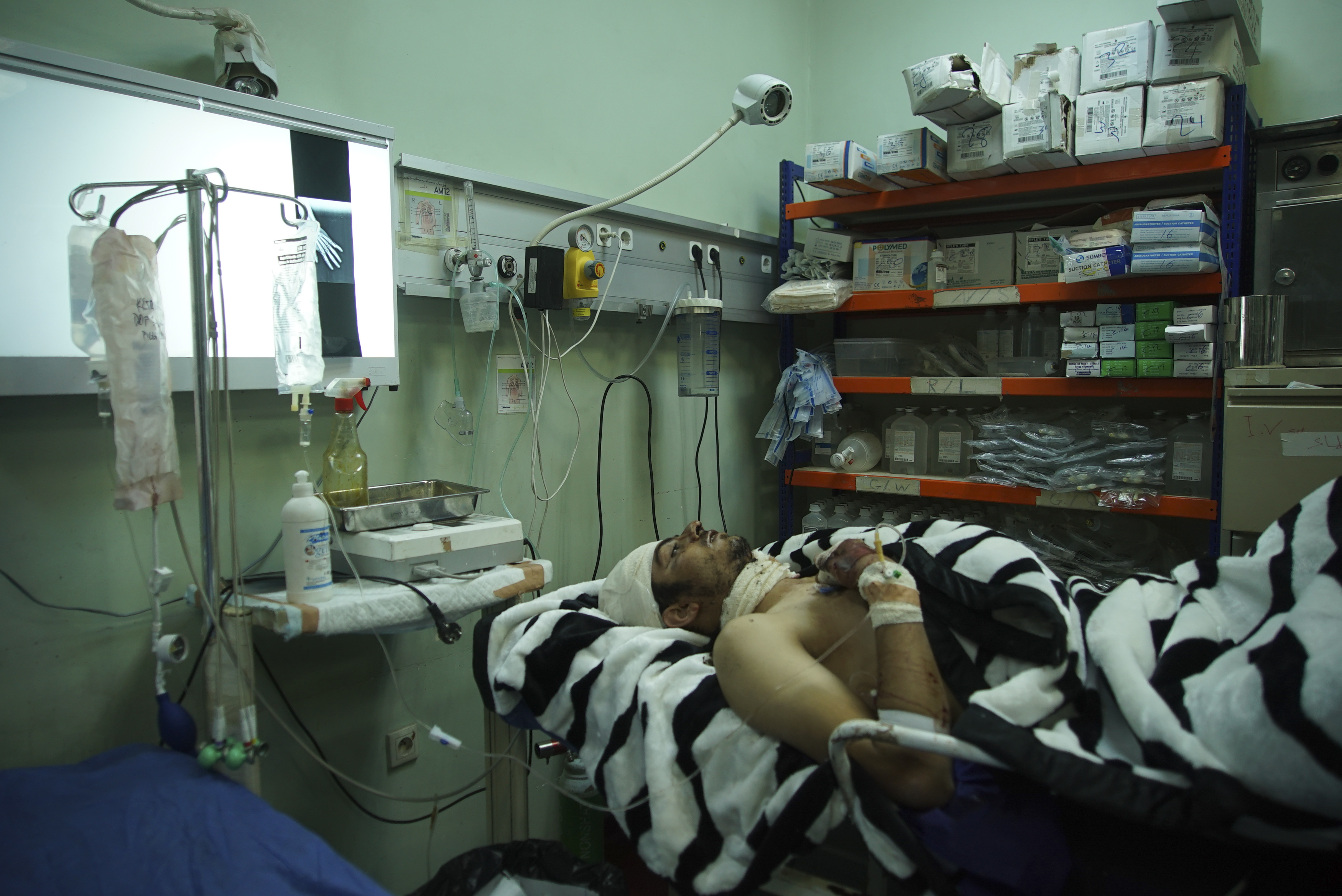
Un soldat des forces spéciales irakiennes, blessé, soigné à l'hôpital d'Erbil, 27 novembre 2016.

Le 24 octobre 2016, l'armée irakienne donne un bilan de 770 morts, 23 prisonniers et 127 VBIED détruits dans les rangs de l'EI. Le 27 octobre, le général Joseph Votel, commandant des forces américaines au Moyen-Orient, déclare que les pertes des djihadistes de l'EI sont estimées entre 800 à 900 morts. Il indique également que les pertes irakiennes sont, selon un bilan fourni par des dirigeants militaires irakiens, de 57 morts et 255 blessés, tandis que les peshmergas ont eu 30 morts et 70 à 70 à 100 blessés. L'Observatoire syrien des droits de l'homme affirme de son côté le 25 octobre avoir reçu des informations sur la mort de 340 Syriens de l'État islamique qui étaient arrivés en renfort à Mossoul. Le 16 novembre, l'armée irakienne affirme qu'au moins 2 801 combattants de l'EI ont été tués depuis le début de la bataille. À la date du 17 novembre, le général irakien Abdelghani al-Assadi affirme également que plus de 100 djihadistes ont été faits prisonniers. Mais ces bilans sont possiblement exagérés. Le 11 décembre 2016, la coalition donne un bilan moins élevé, elle estime alors les pertes djihadistes à 2 000 tués ou blessés depuis le début de la bataille,. Début janvier 2017, le journal Le Monde indique que des bilans non confirmés effectués par des observateurs font état de 1 000 à 2 000 militaires irakiens tués. En février 2017, le général Votel déclare que plus de 500 militaires irakiens ont été tués et 3 000 blessés au cours des trois premiers mois de l'offensive. Le 29 mars 2017, il déclare ensuite que 284 membres des forces de sécurité irakiennes ont été tués et 1 600 blessés depuis le début des combats à Mossoul-Ouest à la mi-février. Mi-juin 2017, l'État-major américain déclare que plus de 1 000 soldats irakiens ont été tués et 6 000 blessés depuis le début de la bataille. En août 2017, James Mattis, le secrétaire à la Défense des États-Unis, fait état de plus de 1 200 morts et 6 000 blessés du côté des militaires irakiens ; tandis que selon The New York Times, le bilan est de 1 400 tués et 7 000 blessés d'après des responsables de l'ambassade des États-Unis en Irak. En septembre 2017, la coalition annonce un bilan de 1 200 à 1 500 tués et environ 8 000 blessés pour les forces irakiennes. De son côté, Nouri al-Maliki, le Vice-président de la République d'Irak (en), avance en juillet 2017 un bilan de 20 000 morts ou blessés.
Du côté de l'armée américaine, un soldat est tué le 20 octobre 2016 par l'explosion d'une bombe artisanale au nord de Mossoul,, un autre est mortellement blessé le 29 avril 2017 par une explosion à l'extérieur de la ville.
En décembre 2016, l'État islamique revendique quant à lui la mort de 5 000 soldats d'Hachd al-Chaabi et Peshmergas via son agence de presse Amaq, ainsi que la destruction de près de 400 véhicules (dont des M1-Abrams) et l'abattage d'une dizaine de drones. Ces bilans sont cependant très vraisemblablement exagérés.
À la date du 2 janvier 2017, les djihadistes ont utilisé 900 véhicules kamikazes depuis le début de la bataille
La chaîne qatarie Al-Jazeera évoque quant à elle qu'une source sécuritaire irakienne aurait affirmé que 7 970 soldats, policiers et militants de Hachd al-Chaabi auraient trouvés la mort dans les combats à Mossoul en 6 mois.
Un officier supérieur du Pentagone ayant accès aux rapports journaliers de la bataille de Mossoul aurait expliqué à Mark Perry, journaliste chez Politico, que la division d'or (Forces spéciales irakiennes) aurait perdu à la mi-décembre plus de 50 % de son effectif — tué ou blessé — engagé dans la bataille tellement les combats sont intenses,.
Fin janvier 2017, le journal Stars and Stripes rapporte que selon des responsables irakiens, 1 600 soldats et 5 000 civils auraient été tués ou blessés depuis le début de la bataille.
Le 15 juin 2017, le Kurdistan irakien affirme avoir soigné 35 000 soldats depuis le début de la bataille.
Le 16 juillet 2017, l'armée irakienne affirme que 25 000 hommes de l'État islamique ont été tués après neuf mois de bataille, dont 450 kamikazes. Elle revendique également la destruction de 1 247 véhicules piégés, 130 drones et 1 500 véhicules divers. Cependant ce bilan est possiblement exagéré.

### Pertes civiles

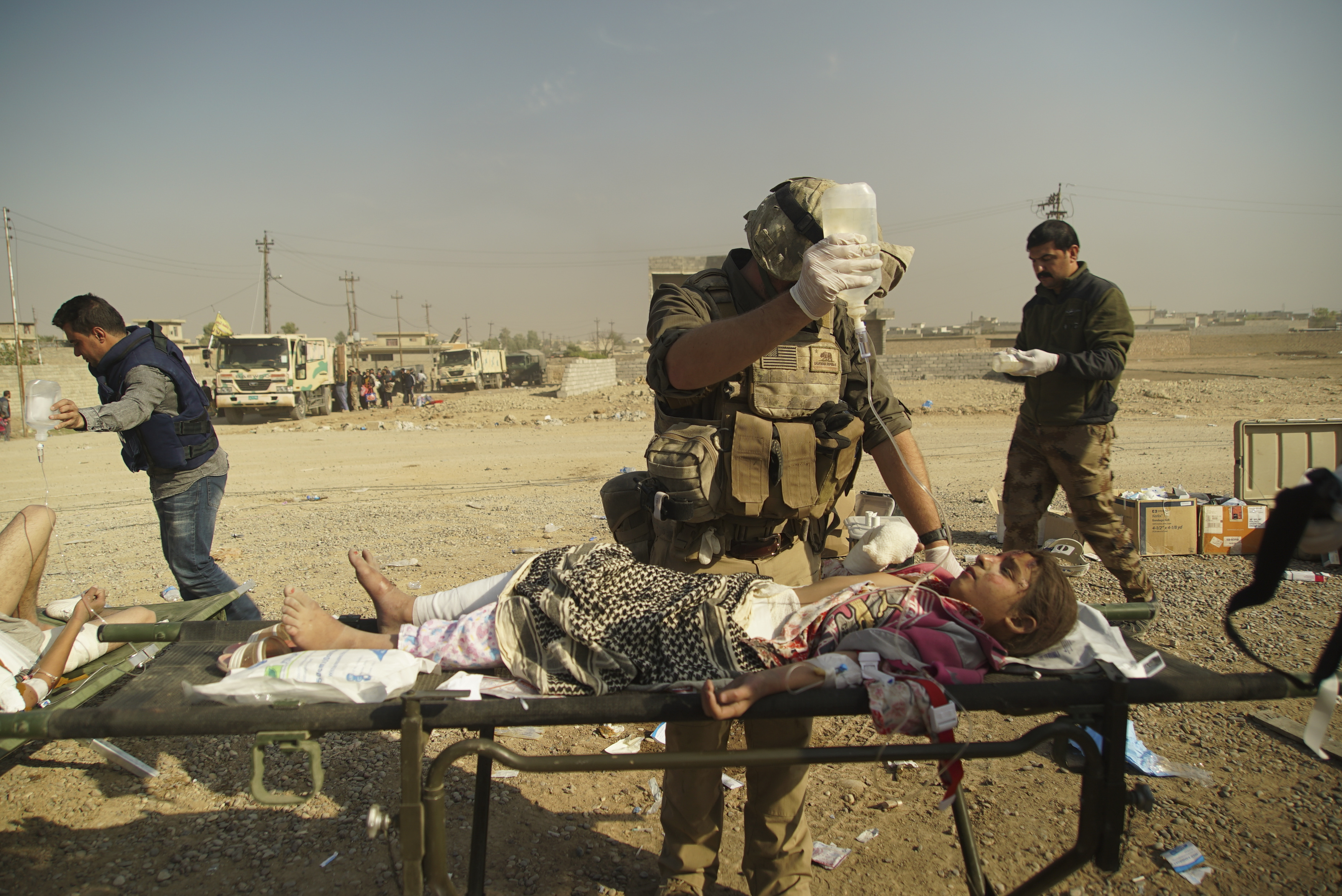
Une petite fille irakienne blessée, soignée par un militaire américain dans un hôpital de campagne à Mossoul, 6 novembre 2016.

En octobre 2016, la fumée des incendies allumés par l’État islamique pour se dissimuler des frappes aériennes a causé l'augmentation des maladies respiratoires parmi la population civile,. Entre 600 et 800 cas ont été répertoriés, provoquant même deux décès.
L'Organisation mondiale de la santé (OMS) recense 1 400 blessés du 17 octobre au 6 décembre 2016, mais indique qu'il ne s'agit que de « la partie émergée de l’iceberg ». Une estimation citée par The Washington Post fait quant à elle état d'environ 600 civils tués à la date du 28 novembre. D'après l'Observatoire irakien des droits de l'homme, près de 700 civils sont tués à Mossoul entre le 19 février et le 25 mars. L'ONU fait quant à elle état d'un bilan d'au moins 307 civils tués et 273 blessés entre le 17 février et le 22 mars. Fin mars 2017, Le Monde indique que selon diverses sources humanitaires, entre 2 500 et 4 000 civils auraient été tués au cours des cinq premiers mois de la bataille de Mossoul,.
Dans un rapport publié le 11 juillet 2017, Amnesty International affirme que près de 6 000 civils ont été tués par les forces irakiennes et la coalition entre le 19 février et le 19 juin 2017. Selon Amnesty International, certaines opérations menées par l'armée irakienne et par la coalition sous commandement américain contre les combattants de l'État islamique à Mossoul se sont traduites par des violations du droit humanitaire et s'apparentent à des crimes de guerre. L'ONG indique également que plusieurs centaines, voire plusieurs milliers, de civils ont également été exécutés par les hommes de l'État islamique pour avoir essayé de fuir vers les lignes irakiennes.
Selon Hoshyar Zebari, qui fut ministre des Finances et ministre des affaires étrangères de l'Irak, les services de renseignement kurdes estimeraient les pertes civiles encourues durant la bataille pour la reprise de Mossoul à 40 000 personnes tuées. Ces pertes seraient imputables aussi bien aux forces irakiennes, aux bombardements aériens et terrestres de la coalition et aux actions des militants de l'État islamique.
Au terme de la bataille, la coalition internationale ne reconnait avoir causé la mort que de 326 civils, tandis que le Premier ministre irakien Haïder al-Abadi déclare à l'Associated Press (AP) que 1 260 civils ont été tués au cours des combats. Cependant, ces bilans sont probablement sous-évalués : selon Airwars, au moins 1 066 à 1 579 civils ont été tués par les frappes de la coalition et les tirs d'artillerie entre le 17 octobre 2016 et le 15 juillet 2017, sur un total de 6 320 à 8 901 allégations de morts civiles répertoriées sur cette période et attribuées à l’ensemble des parties,. Selon Chris Woods, le directeur d'Airwars, les règles d’engagement ont été relâchées par la coalition au cours de la bataille : « il y a eu deux moments clés : le premier en décembre 2016, dans les dernières semaines de l’administration Obama, quand la bataille à Mossoul-Est a commencé à faire de nombreuses pertes chez les forces spéciales irakiennes, et que les règles d’engagement ont été relâchées ; puis en mars 2017, quand il y a eu une augmentation importante du nombre de morts civils et que Trump a déclaré avoir encore allégé les règles d’engagement ». En février 2019, l'Australie reconnaît sa possible implication dans la mort de 18 civils, lors d'un raid sur le quartier al-Chifa, le 13 juin 2017.
Selon l'ONU, au mois 2 100 civils ont été tués et 1 500 blessés dans l'ensemble de la province de Ninive entre octobre 2016 et juin 2017. Ce bilan donné en juin est revu à la hausse en décembre pour s'élever à au moins 2 521 morts — dont 461 causés par les frappes aériennes et 741 exécutés par l'État islamique. L'ONU reconnaît cependant des difficultés pour comptabiliser les victimes et indique que le bilan doit être plus élevé,. Selon Iraq Body Count, au moins 9 791 civils ont trouvé la mort lors de la reconquête de Mossoul.
En décembre 2017, la défense civile de Mossoul, chargée de déblayer les décombres, fait état de la mort de 1 400 civils sur la rive ouest de Mossoul, mais les certificats de décès sont difficiles à obtenir et sont refusés aux proches de djihadistes, combattants ou civils. Selon Le Monde : « Pour obtenir un certificat de décès, les proches des personnes tuées durant la bataille doivent suivre un parcours éreintant et coûteux qui les mène des locaux de la défense civile à la morgue et jusqu’au palais de justice, en passant par les bureaux de diverses agences de renseignement censées certifier que les victimes en question n’ont pas de liens de sang avec des membres de l’EI ».
En décembre 2017, l'Associated Press (AP) publie une enquête basée sur les données d'Airwars, d'Iraq Body Count, de l'ONU et d'Amnesty International, dans laquelle il estime qu'entre 9 000 et 11 000 civils ont été tués lors de la bataille de Mossoul. Un tiers des victimes ont été causées par l'État islamique et un autre tiers — soit 3 200 morts au moins — par les frappes aériennes et les tirs d'artillerie de l'armée irakienne et de la coalition internationale ; les causes de décès sont inconnues pour le reste des victimes. AP déclare également avoir obtenu une liste de 9 606 noms auprès de la morgue de Mossoul ; parmi ces derniers, 4 200 sont confirmés comme étant des civils, un certain nombre de membres de l'État islamique figurent probablement les 5 000 à 6 000 noms restants. L'AP indique cependant qu'au moins plusieurs centaines de corps restent encore très certainement ensevelis sous des décombres à la date de la publication de son rapport. Dans son enquête, l'AP estime qu'au moins 3 200 civils ont été tués par le frappes aériennes et les tirs d'artillerie effectués par l'armée irakienne et la coalition.
À la mi-mai 2018, le gouverneur de Mossoul, Naoufel Soultane, affirme que 2 838 corps, dont ceux de 600 membres de l'État islamique, ont été exhumés des décombres depuis la fin de la bataille. En mai, 763 corps sont découverts en seulement trois jours selon les déclarations à l'AFP d'un officier de l'armée irakienne, le lieutenant-colonel Rabie Ibrahim. Les corps des civils identifiés sont remis à leurs familles, tandis que ceux des djihadistes sont enterrés dans une fosse commune, à la périphérie ouest de Mossoul.
En janvier 2019, le journal Le Monde estime que d'après ses informations, autour de 10 000 civils auraient été tués pendant la bataille de Mossoul et autour de 10 000 autres auraient été tués pendant la période où la ville était contrôlée par l'État islamique. Entre octobre 2016 et fin 2018, les registres de l'institut médico-légal de la province de Ninive, où les corps ont été amenés, répertoriés, et leur ADN prélevé, mentionnent 30 000 noms : des soldats tués au combat, des prisonniers morts en détention et 13 000 civils. L'identité de 10 000 civils a été établie, les 3 000 autres dépouilles, dont plusieurs n'auraient pas été réclamées car elles pourraient être celles de familles de djihadistes, sont pour certaines conservées à la morgue, sous la garde des services de renseignement, et pour d'autres enterrées à cause d'un manque de place.
Plusieurs journalistes trouvent la mort au cours de la bataille : l'Irakien Ali Raysan, tué le 22 octobre 2016 dans le village d'al-Choura, et la Kurde irakienne, Shifa Gardi, tuée à l'ouest de Mossoul le 25 février 2017. La journaliste algérienne Samira Mouaki est également grièvement blessée le 13 février 2017. Le 19 juin 2017, le fixeur kurde Bakhtiyar Haddad est tué par l'explosion d'un IED aux abords de la vieille ville,,. Également touchés par la même explosion, le journaliste français Stéphan Villeneuve succombe à ses blessures dans la nuit du 19 au 20 juin,,,, tandis que la journaliste franco-suisse Véronique Robert décède à son tour le 24 juin,,,. Un autre journaliste français, Samuel Forey, est blessé,,,.

### Déplacés
Le 17 avril 2017, l'ONU affirme que 500 000 habitants ont quitté leur logement à Mossoul depuis le début de la bataille. La majeure partie des civils fuyant les combats se rendent dans le camp de réfugiés de Khazir, sous administration kurde, à l'est de Mossoul. D'autres se dirigent vers le camp de réfugiés de Chamakor situé à 20 kilomètres de Mossoul.Dès janvier 2017 cependant, plusieurs milliers des habitants des quartiers est regagnent leurs maisons. Selon l'ONU, à la date du 3 août 2017, 948 000 civils ont quitté leur domicile au cours de la bataille, certains d'entre-eux sont alors déjà retournés chez eux mais 320 000 dans encore dans les camps et 384 000 chez des proches ou dans des mosquées,.

### Cartographie
- Pierre Breteau, Irak : la bataille de Mossoul contre l’État islamique cartographiée jour par jour, Le Monde, 21 octobre 2016.
- Carte interactive de la Syrie et de l'Irak
- Carte de la ville de Mossoul sur wikimapia

### Rapport
- Report on the Protection of Civilians in the context of the Ninewa Operations and the retaking of Mosul City, 17 October 2016 - 10 July 2017, United Nations Assistance Mission for Iraq United Nations Human Rights, novembre 2017.

### Vidéographie
- [vidéo] Offensive contre Mossoul : images des combats des peshmergas, Le Monde, 19 octobre 2016.
- [vidéo] Vidéo : avec l'armée irakienne et les peshmerga, sur la route de Mossoul, France 24, 19 octobre 2016.
- [vidéo] IRAK : La bataille de Mossoul a-t-elle vraiment commencé ?, France 24, 19 octobre 2016.
- [vidéo] Mossoul : l'armée irakienne et les peshmerga ouvrent de nouveaux fronts, France 24, 20 octobre 2016.
- [vidéo] EXCLUSIF - Sur le front avec les forces irakiennes engagées dans la bataille de Mossoul, France 24, 20 octobre 2016.
- [vidéo] VIDEO. Irak : près de Mossoul, en immersion avec les forces spéciales, France info, 25 octobre 2016.
- [vidéo] CNN reporter trapped with Iraqi forces during ISIS attack, CNN, 6 novembre 2016.
- [vidéo] Irak : les quartiers de Mossoul où se concentrent les combats et l’annonce de l’offensive de Raqqa, France 24, 8 novembre 2016.
- [vidéo] VIDÉO : Avec les "guerriers de l’information" irakiens, France 24, 11 novembre 2016.
- [vidéo] Dans une base fraîchement abandonnée par l'État islamique, près de Mossoul, Vice news, 17 novembre 2016.
- [vidéo] Reportage exclusif : Mossoul, la difficile reconquête, France 24, 26 décembre 2016.
- [vidéo] Embarqué avec l'armée irakienne dans le nord-est de Mossoul, Vice news, 9 février 2017.
- [vidéo] Exclusif : au cœur de la bataille de Mossoul, autopsie d'un chaos, France 24, 26 mai 2017.
- [vidéo] À Mossoul, avec les troupes d’élite qui traquent l’EI maison par maison, France 24, 26 mai 2017.
- [vidéo] À Mossoul, au plus près des combats, avec les snipers des Forces spéciales irakiennes, France 24, 29 mai 2017.
- [vidéo] Le début de la fin de la bataille de Mossoul, VICE News, 3 juillet 2017.
- [vidéo] Mossoul : vivre entre ruines et mines, France 24, 6 octobre 2017.
- [vidéo] Olivier Sarbil, Mosul, Frontline PBS, 2017.
- [vidéo] La liste de Mossoul, Stéphane Kenech, Baptiste Des Monstiers, France 2, 14 décembre 2017.

### Photographies
- Bryan Denton et Michael R. Gordon, At the Mosul Front: Traps, Smoke Screens and Suicide Bombers, The New York Times, 17 octobre 2016.
- Daech assiégé : les images de la bataille de Mossoul, L'Obs avec AFP, 20 octobre 2016.
- En Irak, les blindés de la Division d’or progressent vers Mossoul, Le Monde, 25 octobre 2016.
- Bryan Denton, ISIS Sent Four Car Bombs. The Last One Hit Me., The New York Times, 26 octobre 2016.
- En images : près de Mossoul, au feu contre l’État islamique, Le Monde, 30 octobre 2016.
- En images : L’entrée des forces irakiennes dans Mossoul, Le Monde, 2 novembre 2016.
- Dans Mossoul, la libération de Gogjali, maison par maison, Le Monde, 4 novembre 2016.
- Dans Mossoul, la lente avancée de l’armée irakienne, Le Monde, 8 novembre 2016.
- En Irak, les opérations méticuleuses des milices chiites, Le Monde, 26 janvier 2017.
- A dix mètres de la vieille ville de Mossoul, Le Monde, 24 mars 2017.
- En Irak, la fuite éperdue des civils de Mossoul, Le Monde, 9 juin 2017.
- Portfolio Dans les ruines de Mossoul, avec l’armée irakienne, Le Monde, 30 juin 2017.
- Claire Guillot, Photographier Mossoul, coûte que coûte, Le Monde, 4 septembre 2017.
- Aurore Lartigue, La bataille de Mossoul dans l'objectif de trois photographes, RFI, 9 septembre 2017.
- Gabriel Coutagne, Le Visa d’or attribué à Laurent Van der Stockt, Le Monde, 9 septembre 2017.